# ライトアップ
ライトアップ（照射、映射、英: light up）とは、夜間に歴史的建造物、モニュメント、橋、タワー、樹木などを投光器などの機器や発光ダイオード（LED照明）などを用いて照明することで夜間景観を演出するもの。照明を当て，昼間とは違った表情を演出すること。一般には街の活性化の手段として行われることが多い。
ライトアップに類似したものに，催しとして行われる電飾の手法がある。各地のクリスマス・電飾や神戸の大震災を期に始まったルミナリエなどがある。
街路灯などのように周囲を明るくするのではなく、対象物に効果的に光を当てることによって美しく浮かび上がらせることを目的としている。和製英語であり、英語では be動詞 + illuminated などと表現される。また、フラッドライトの使用が多いため、floodlighting、architectural floodlightingなどとも表現される。
反対語は「ライトダウン」で、こちらは都市の照明を極力落とす事で夜空の星などを楽しむこと。

## 概要
都市空間の様々な場所でライトアップが施されると、その都市の魅力につながり、都市ぐるみの計画的なライトアップは「都市照明」とも呼ばれる。

### 日本
日本における建造物ライトアップは、1963年に竣工した神戸ポートタワーから広まったとされる。
オイルショックの影響による停滞期を経て、石井幹子による東京タワーライトアップ（1989年）の頃より盛んになり、夜間の都市景観を形作る文化として定着するようになった。
近年は、フランスのパトリス・ワルネルにより生み出されたライトアップ芸術であるクロモリットが2001年に神戸旧居留地エリアで披露されるなど、祭典などで都市ぐるみの計画的なライトアップも施されるようになった。

### 自然環境
人工物でなく、自然環境に対して行う例もあり、ナイアガラの滝では100年ほどの歴史がある。
また、花見や紅葉の名所でも行われる例がある。

## 問題点
このような照明がエネルギーの浪費であることや、照明による景観の美化を過剰なものとして疑問視する向きもある。
また、自然環境への影響も問題視されている。
生物には日照時間を概日リズムや成長段階の調節に利用している例が多々あり、たとえば植物では開花時期が日長によって調節される例が多く知られる（長日植物・短日植物）が、人工的な照明がこれらに影響を与える可能性を無視できない。

このような一連の問題は光害と呼ばれる。

## ライトアップの例

### 施設単独の例
- 塔 - さっぽろテレビ塔（照明学会ライトアップ優秀施設賞2003年）、神戸ポートタワー（照明学会照明普及会賞1963年）、東京タワー、京都タワー、名古屋テレビ塔、東京スカイツリー
- 城 - 姫路城、大阪城、名古屋城、福知山城
- 公共施設 - 東京都庁舎、兵庫県公館、大阪市中央公会堂、名古屋市市政資料館
- 駅舎 - 東京駅、門司港駅
- 橋 - 明石海峡大橋、瀬戸大橋、来島海峡大橋、関門橋、レインボーブリッジ、横浜ベイブリッジ、名港トリトン、水晶橋
- 博物館 - 東京国立博物館、京都国立博物館、奈良国立博物館、国立国際美術館、国立科学博物館、姫路市立美術館、佐川美術館
- 学校 - 吹屋小学校、龍谷大学、道都大学、立教大学
- 公園 - 上野恩賜公園
- 社寺 - 神戸ムスリムモスク、高台寺、清水寺、浅草寺、寛永寺、柏原八幡神社
- その他 - 三井本館、ホテル龍登園

### エリア全体での例
- 神戸旧居留地 - 商船三井ビルディング、旧居留地十五番館、チャータードビル、神戸市立博物館など
- 北野町山本通 - 風見鶏の館、萌黄の館、英国館、旧パナマ領事館など
- 湯村温泉温泉街
- フェスタin大谷 - 大谷石奇岩群[3]

## イベント

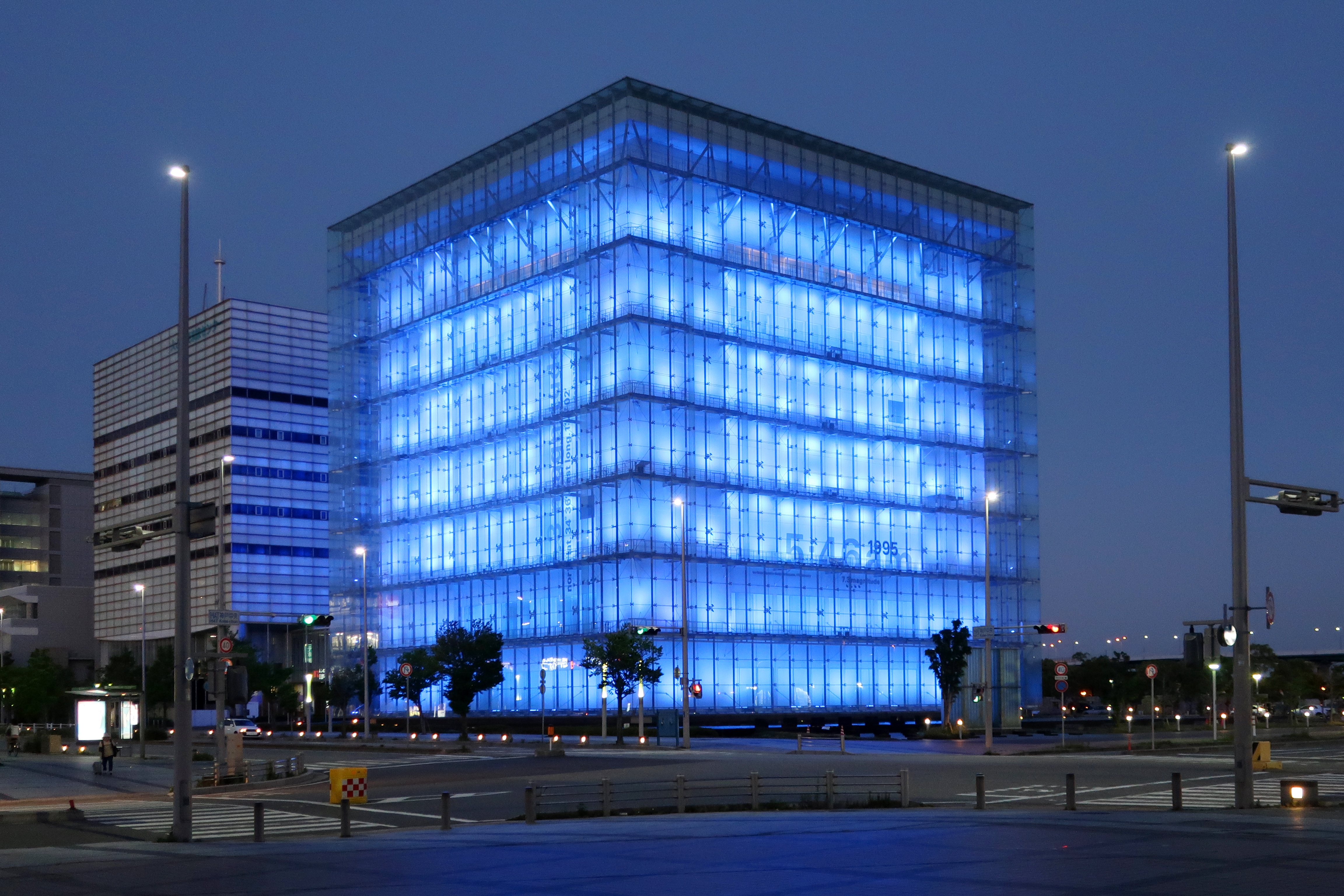
新型コロナウイルスの治療に携わる医療従事者への感謝を表し青色にライトアップされたHAT神戸・人と防災未来センター西館

### 一覧
以下は期間限定で行われているライトアップのイベント。
- 嵐電桜のトンネル（京福電鉄北野線 鳴滝 - 宇多野間。3月終わりから4月上旬の桜開花時）
- 貴船もみじ灯篭（貴船神社、貴船料理旅館街、叡山電鉄鞍馬線 市原 - 二ノ瀬間・紅葉のトンネルなど。11月の紅葉時）

（嵐電桜のトンネルおよび叡山電鉄紅葉のトンネルでは、ライトアップの時間帯に電車が同区間を走行する際に車内灯を一時消灯する）
- 京都・嵐山花灯路（12月初旬）
- 京都・円山公園・しだれ桜（桜の開花期）
- 石清水灯燎華（毎年5月3日 - 5日）（石清水八幡宮（京都））
- 飛鳥光の回廊（9月頃）
- ピンクリボン運動（10月1日等、東京都庁舎、レインボーブリッジ、東京タワー、表参道ヒルズ、名古屋城、神戸ポートタワー、明石海峡大橋などをピンク色にライトアップ（またはピンク色の電球に交換）し、視覚という形で、ピンクリボン運動の認知度向上へ貢献。）
- 五稜星の夢（五稜郭、11月末 - 2月末[4]）
- 新型コロナウイルスの治療に携わる医療従事者への感謝（2020年4月-）

## ギャラリー

### 塔

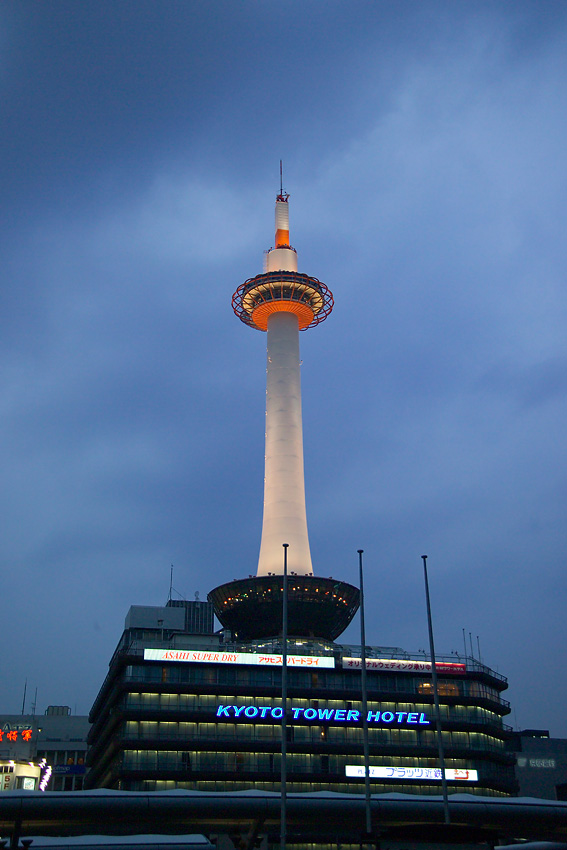
京都タワー
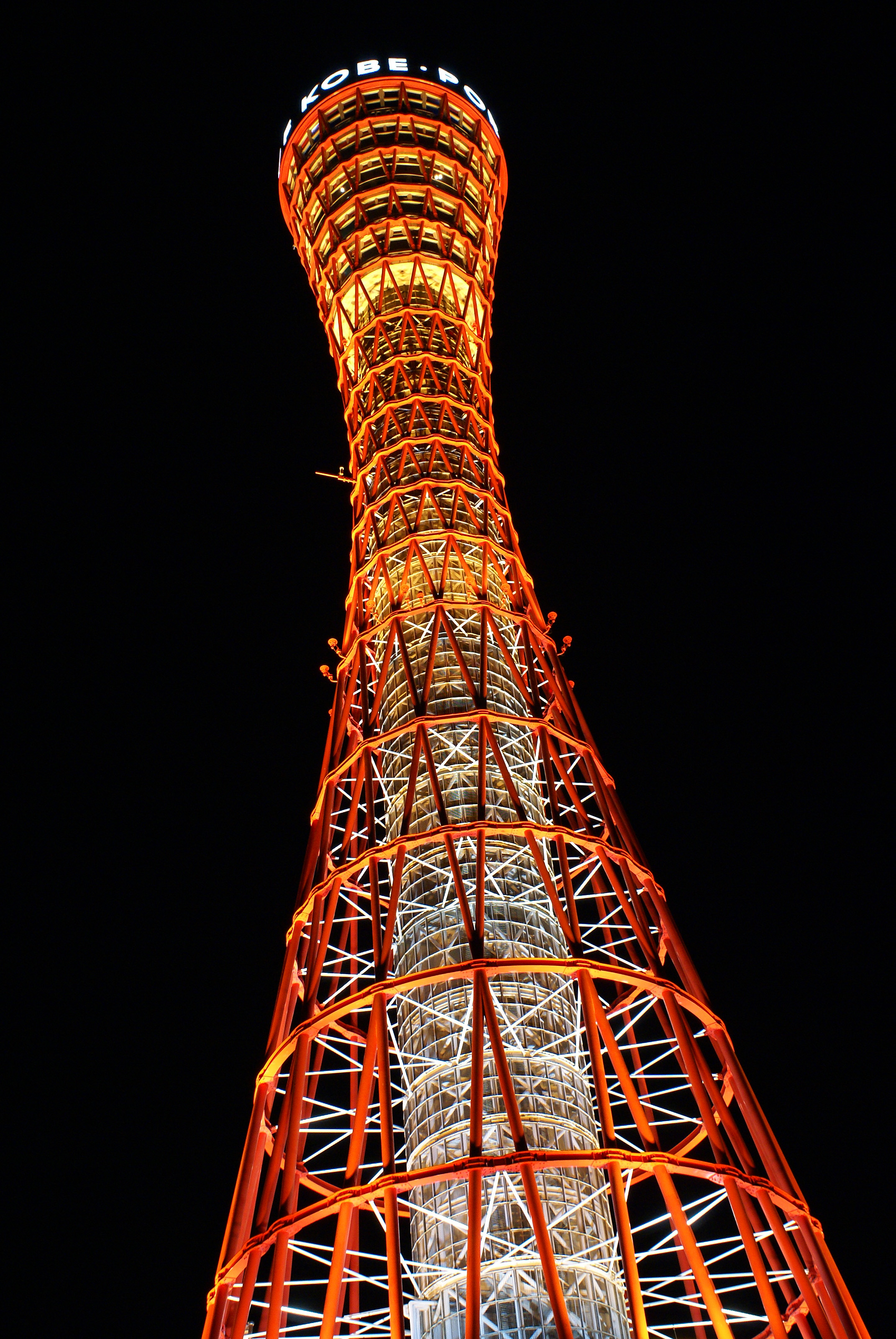
神戸ポートタワー
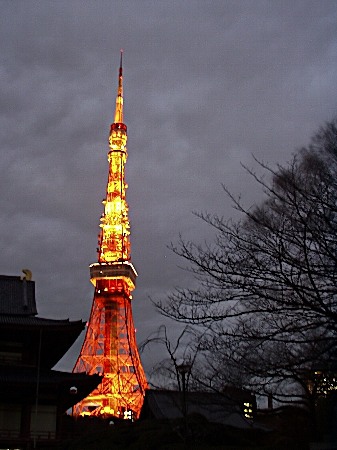
東京タワー
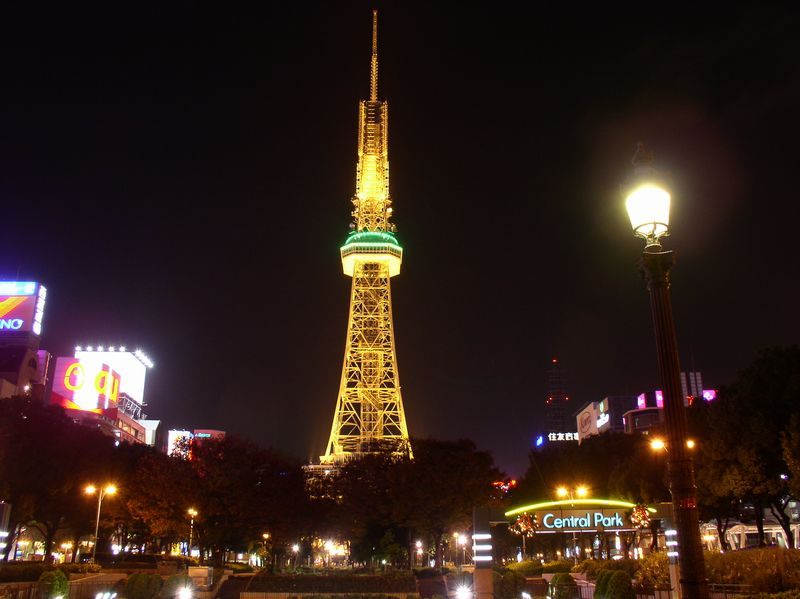
名古屋テレビ塔
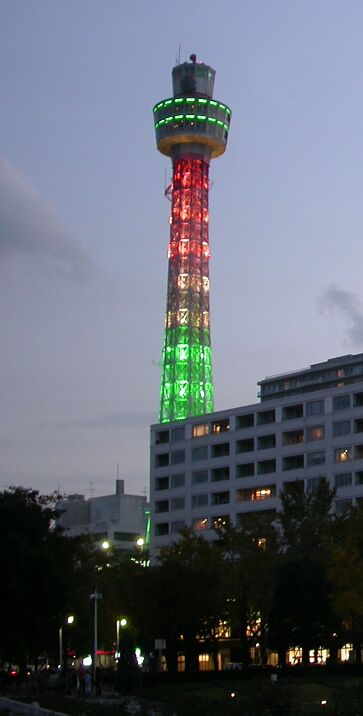
横浜マリンタワー

### 神社仏閣

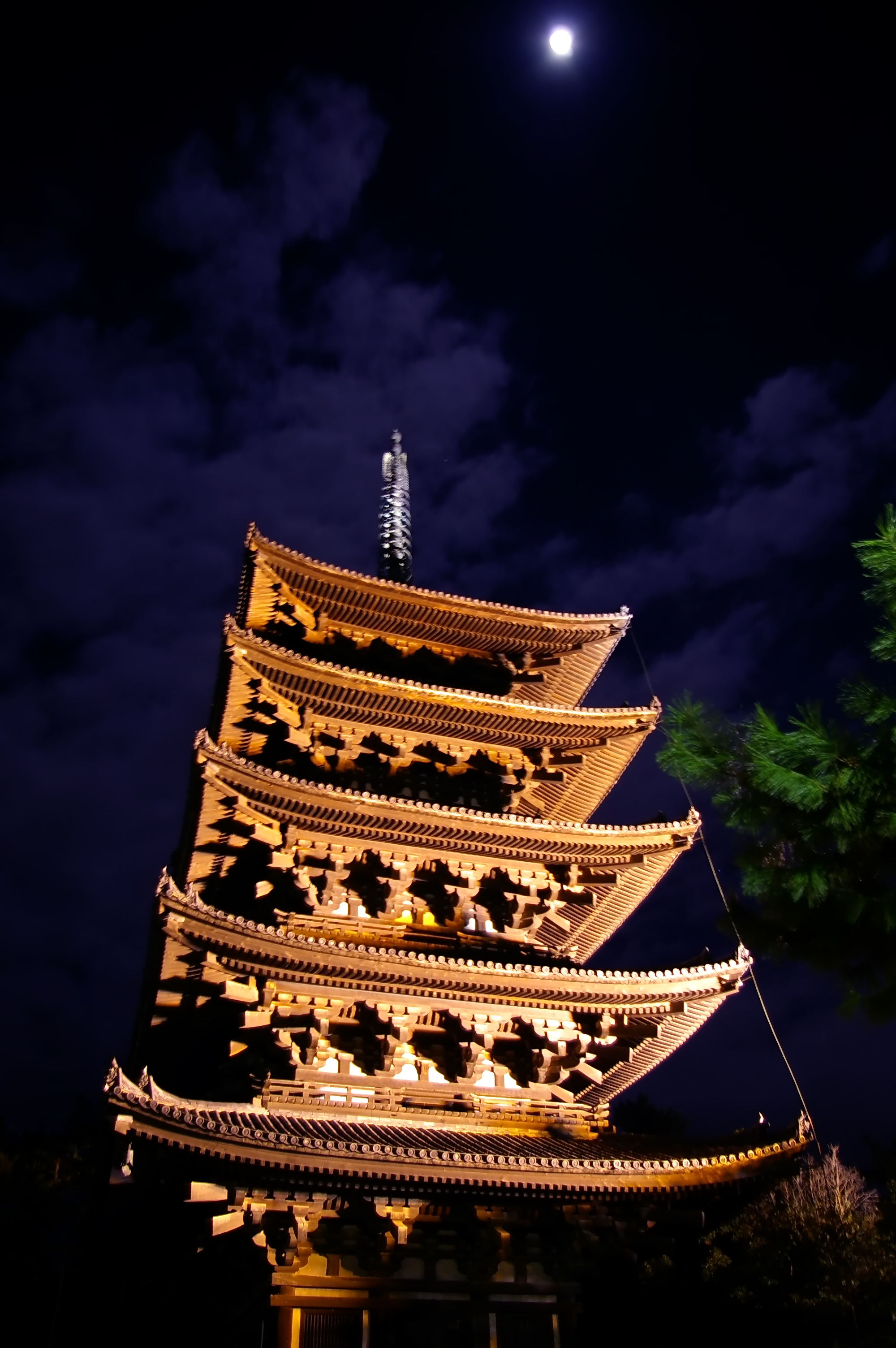
興福寺五重塔
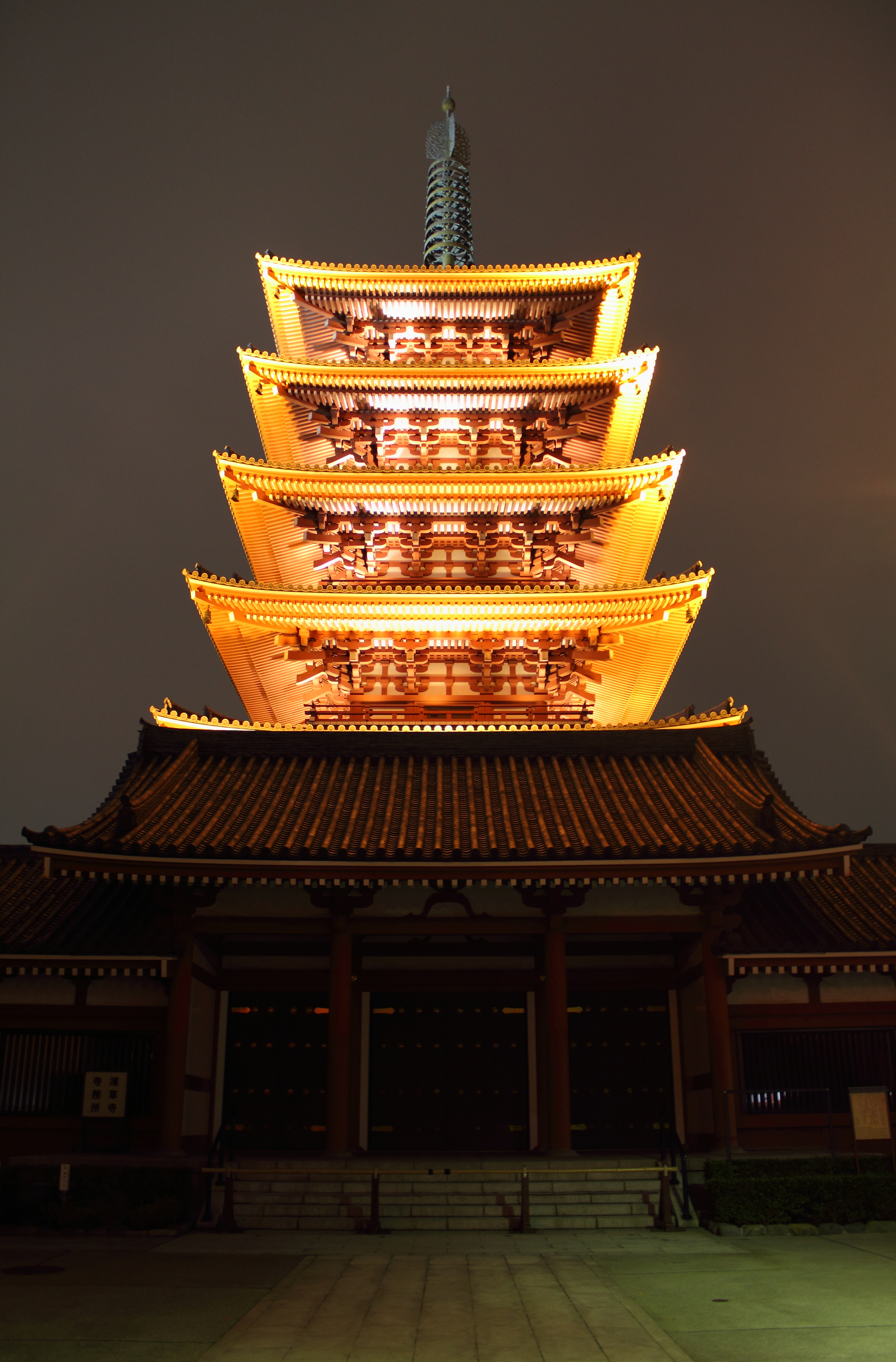
浅草寺五重塔
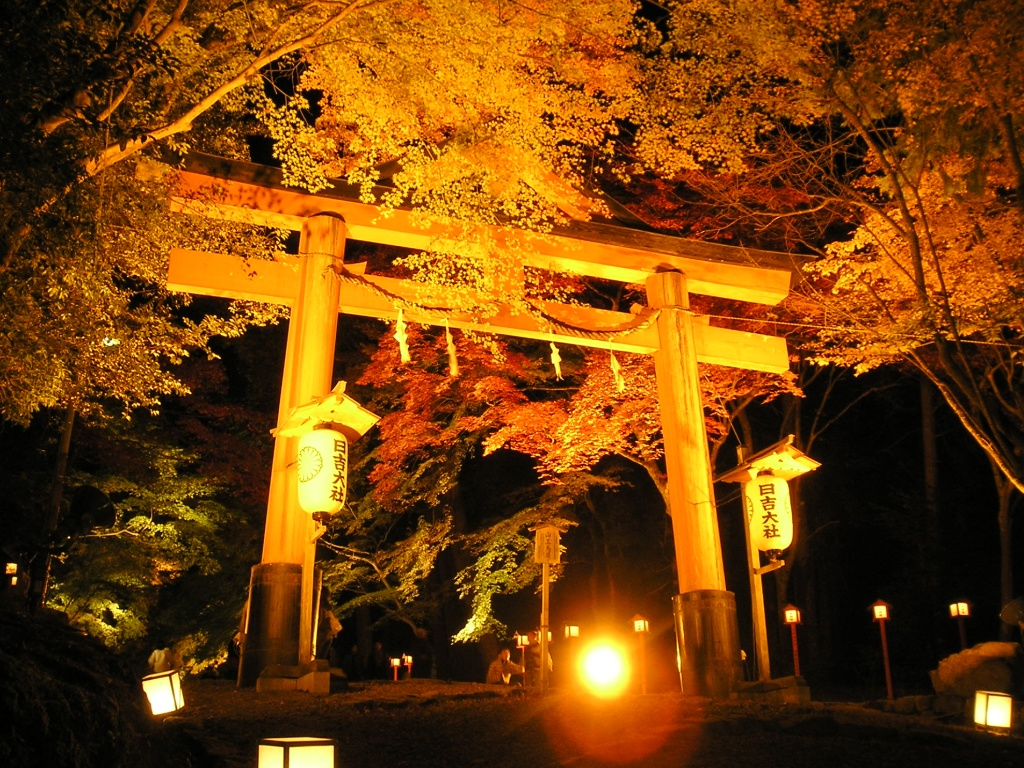
日吉大社 （もみじまつり）
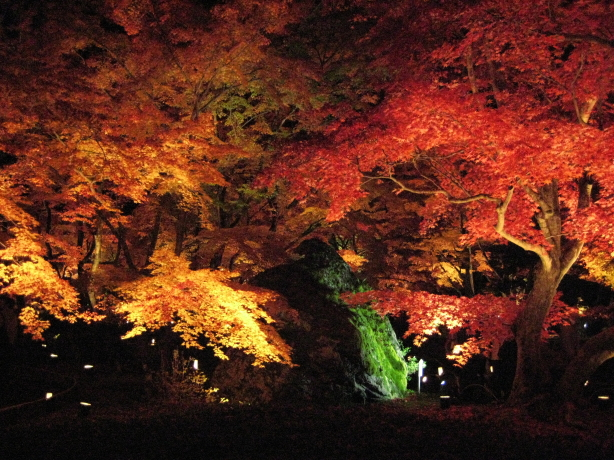
宝厳院 （獅子吼の庭、獅子岩）
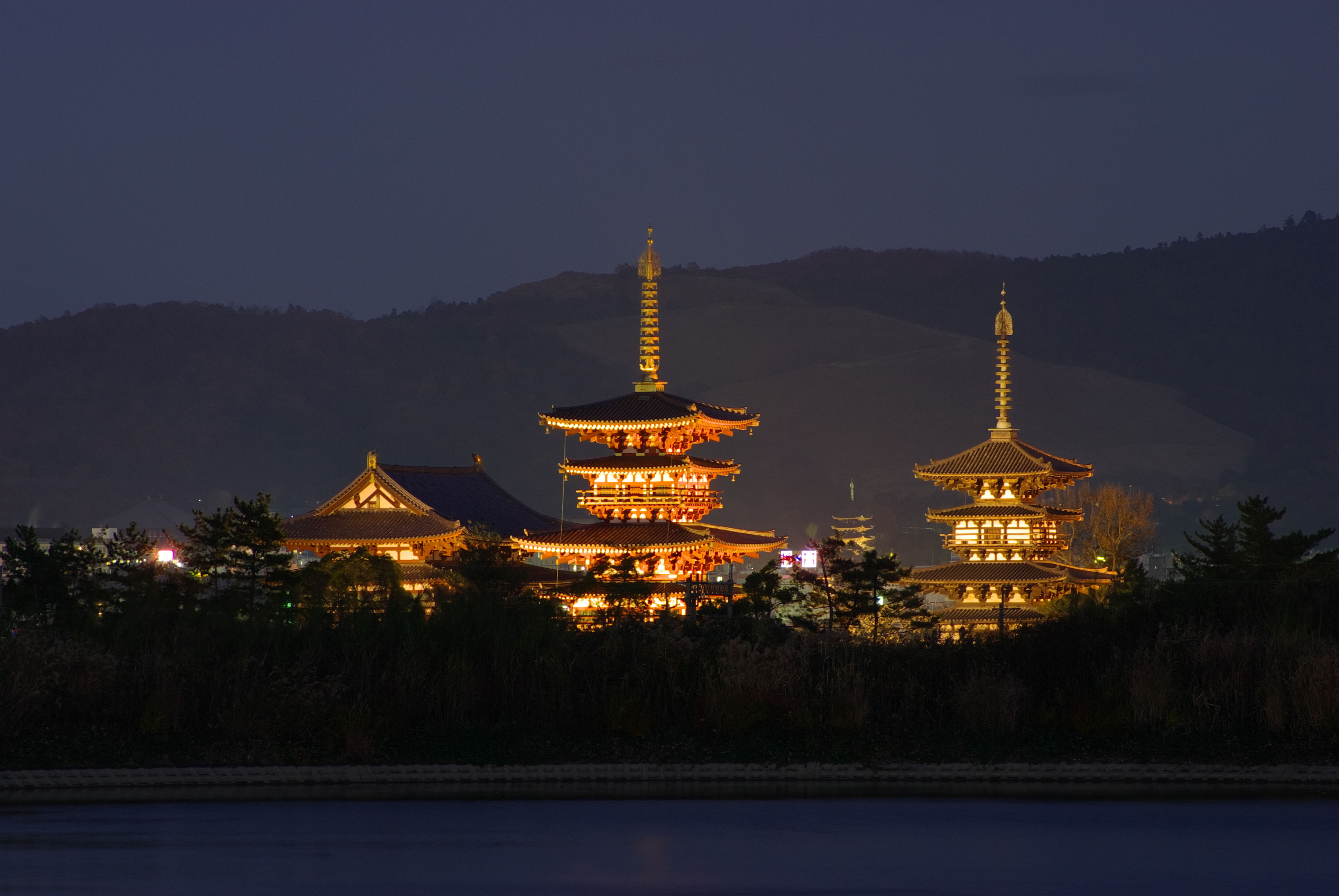
薬師寺

### 橋

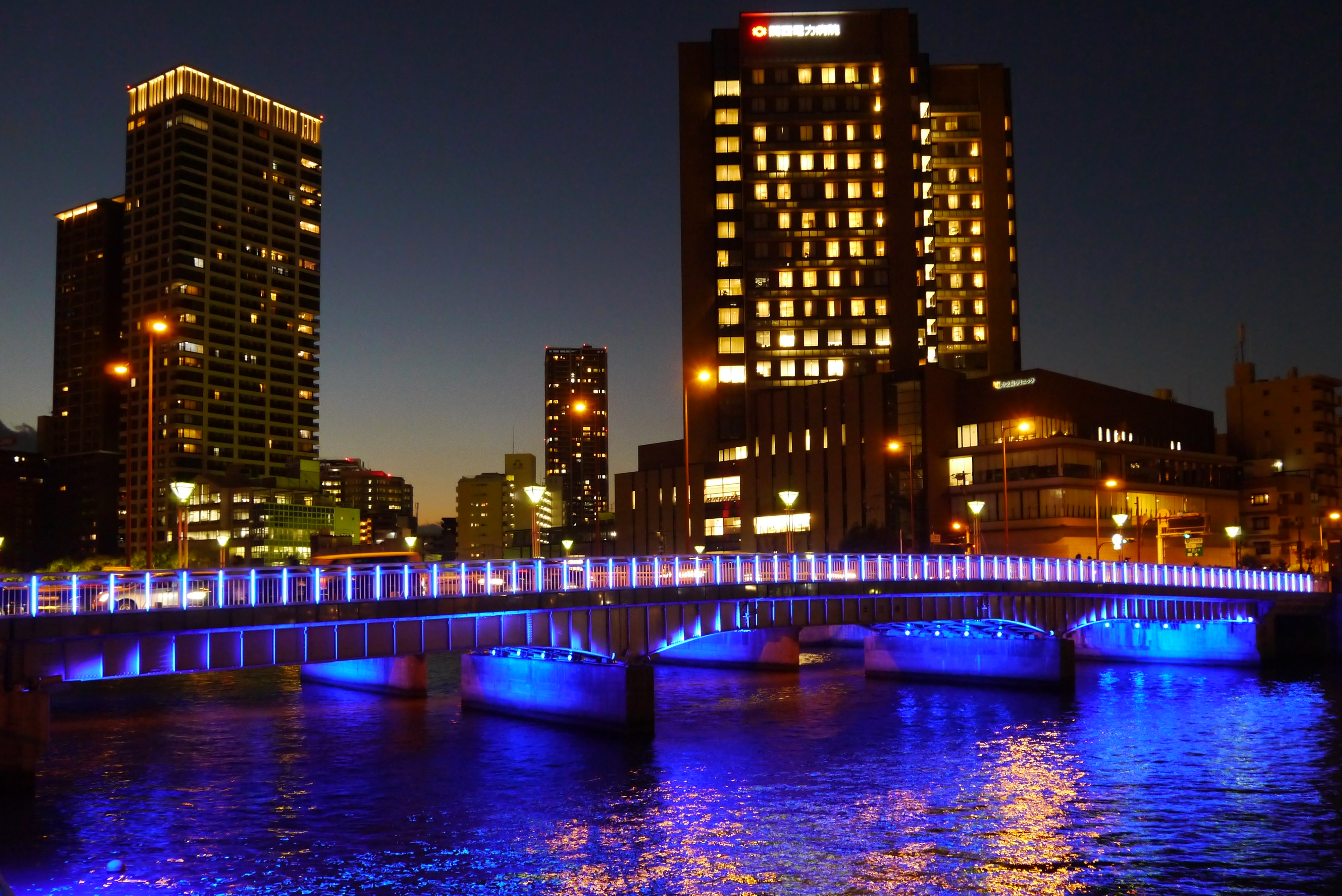
玉江橋
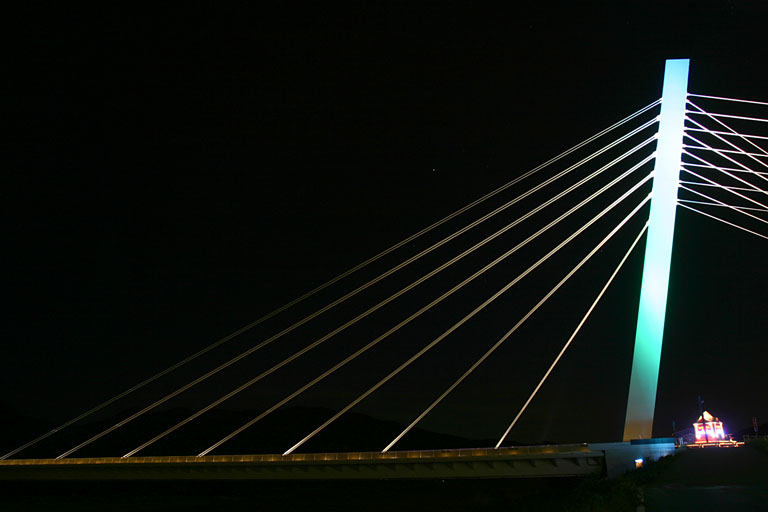
鵜飼い大橋
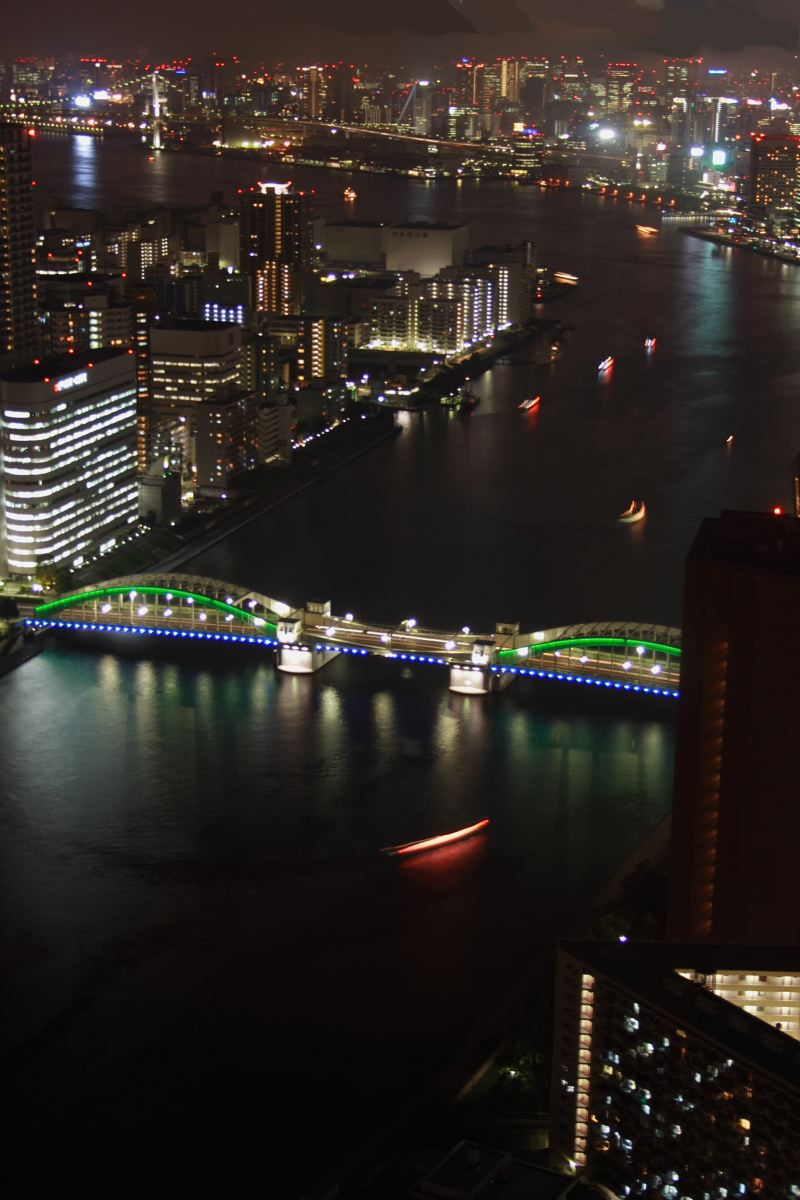
勝鬨橋
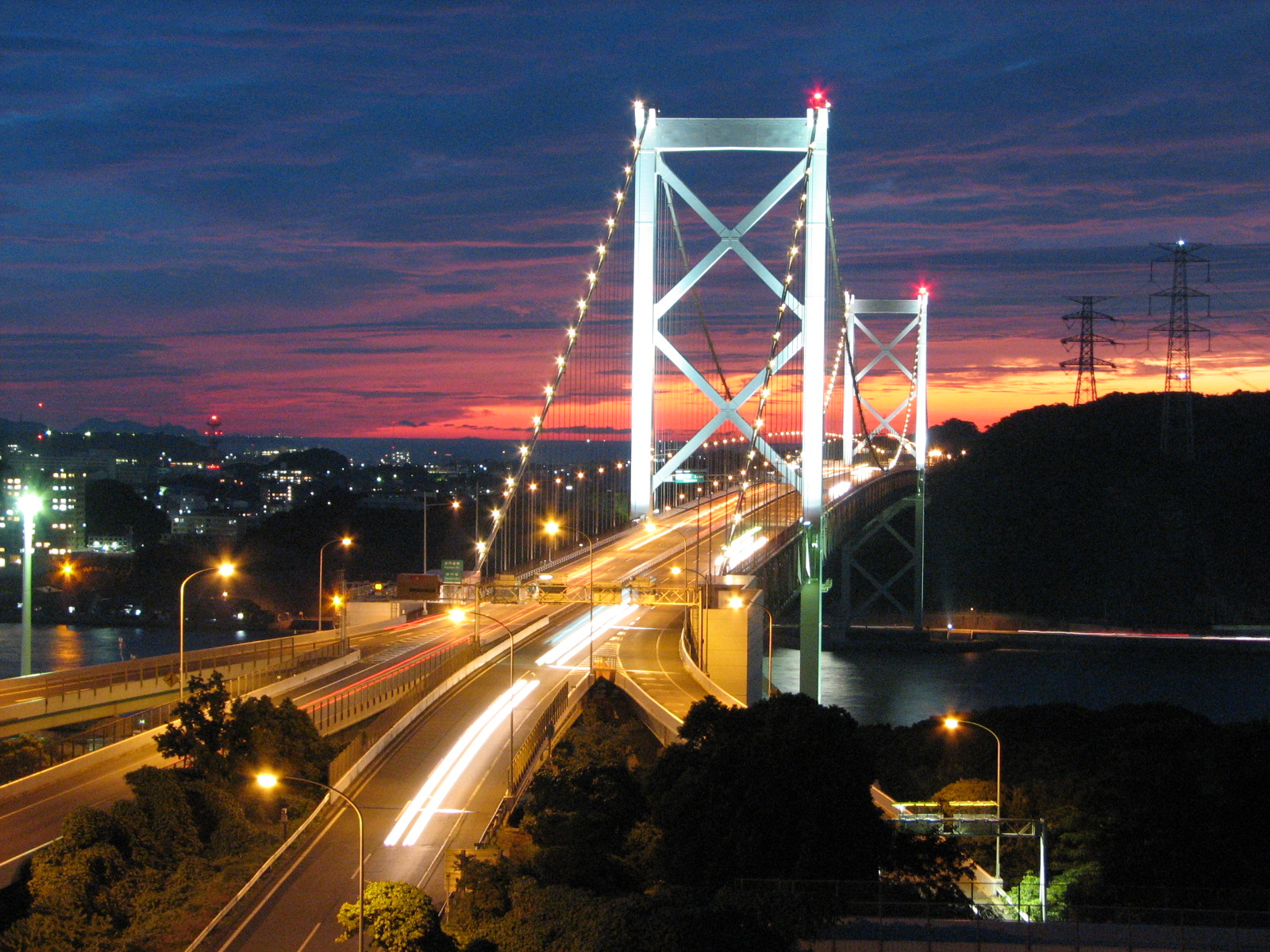
関門橋
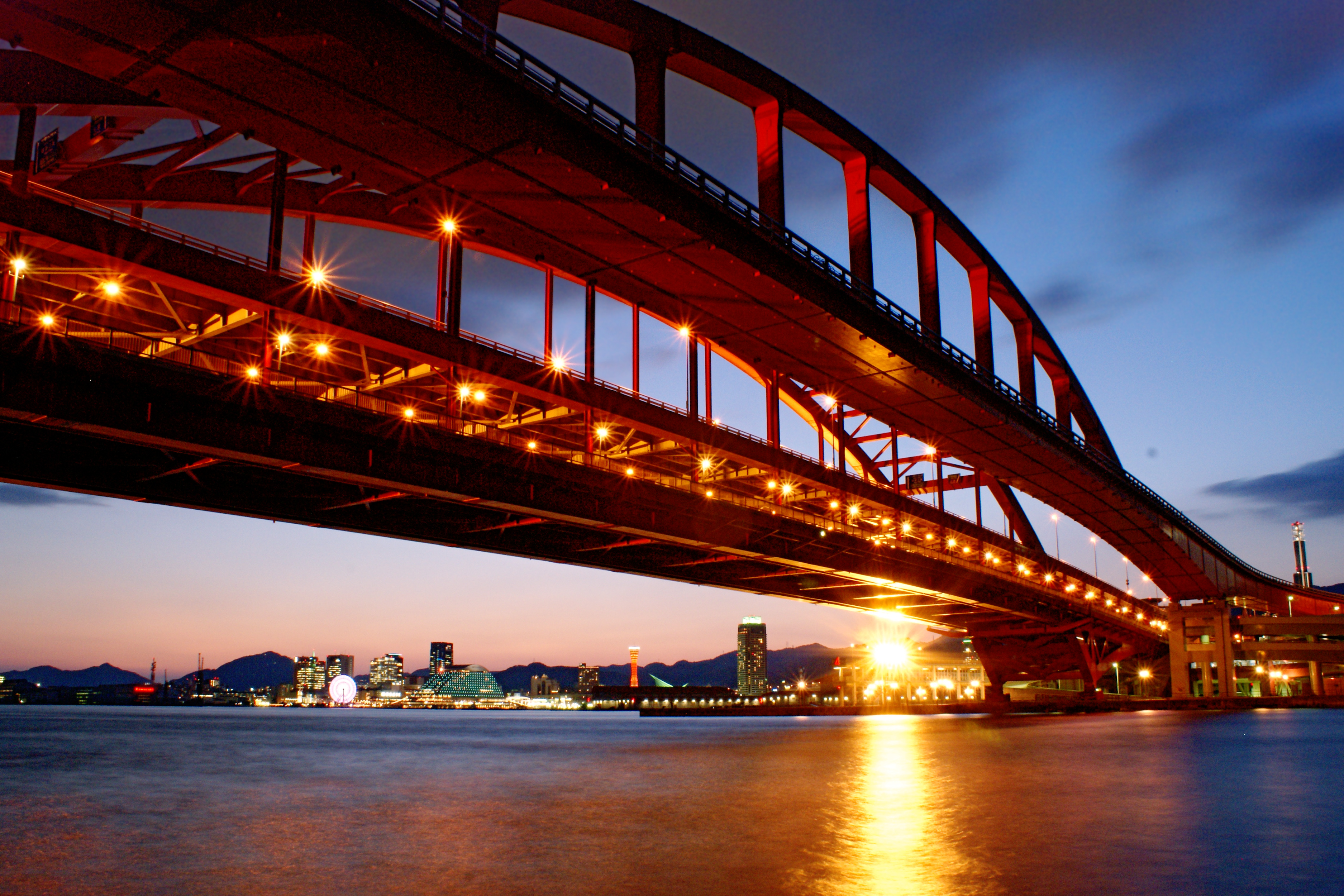
神戸大橋
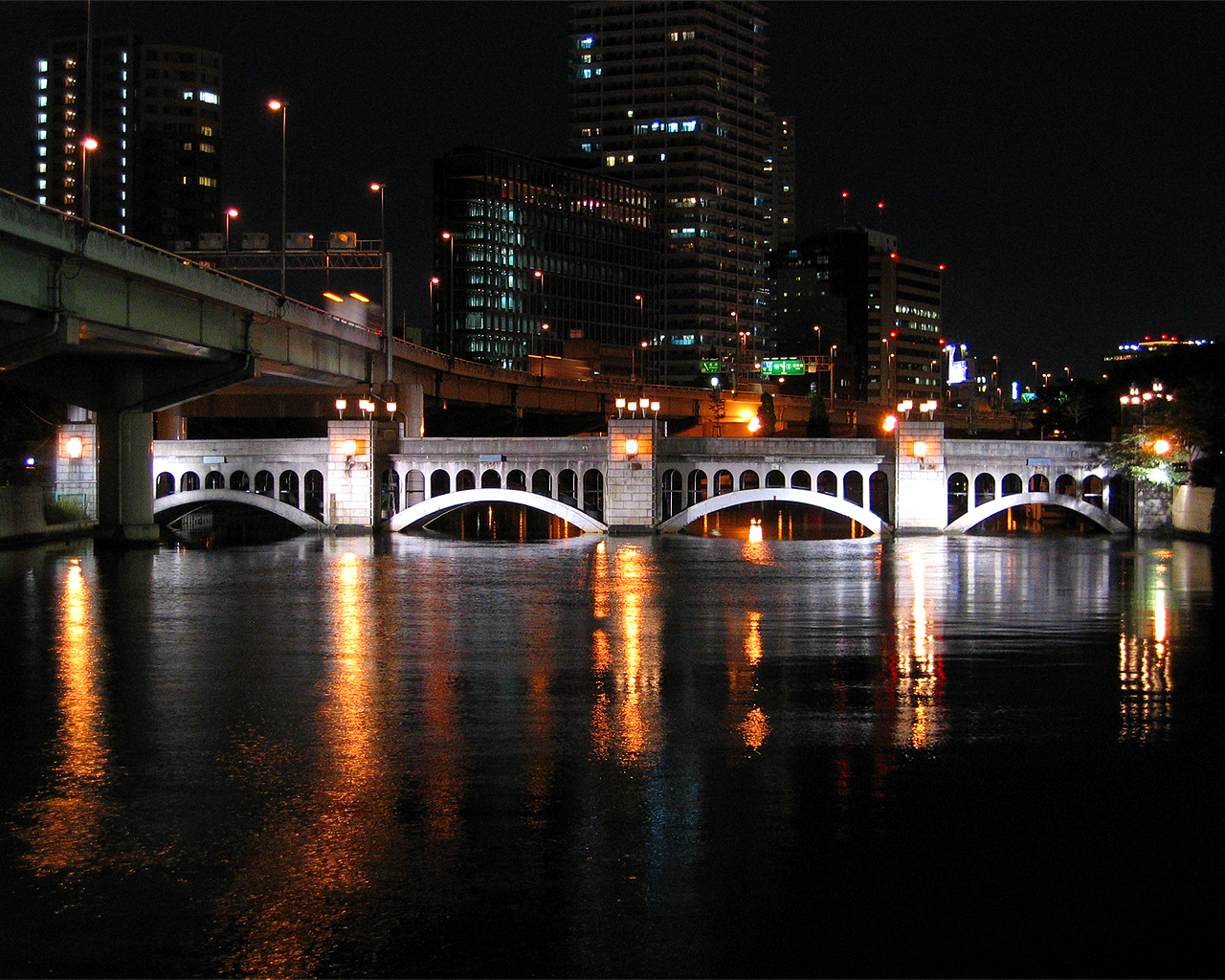
水晶橋
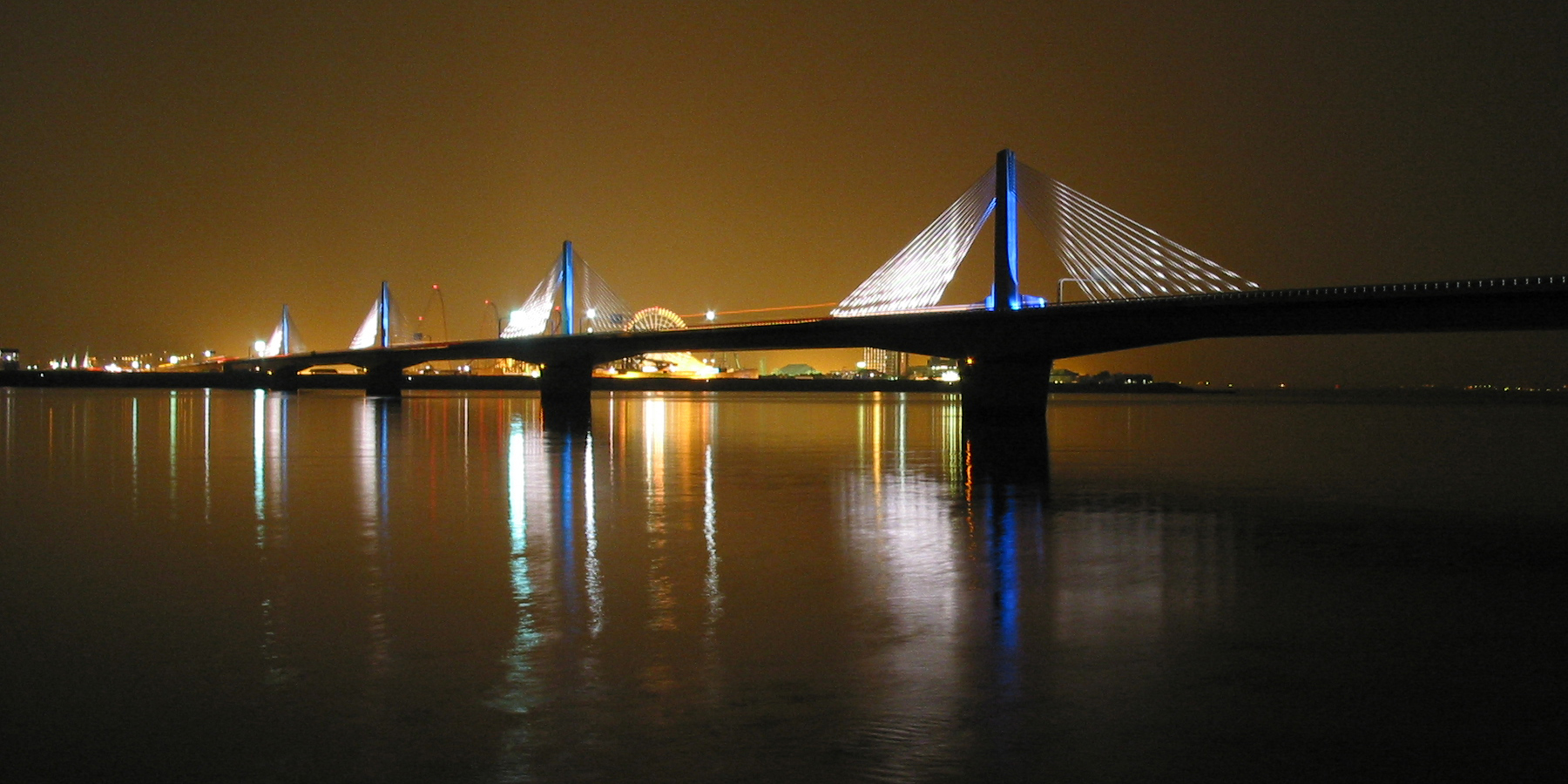
トゥインクル揖斐川橋
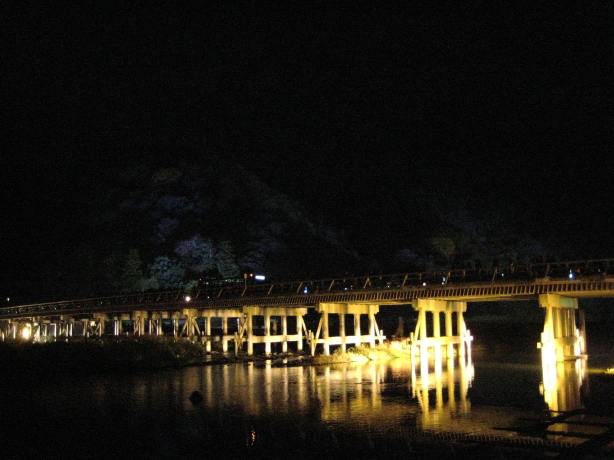
渡月橋（嵐山）
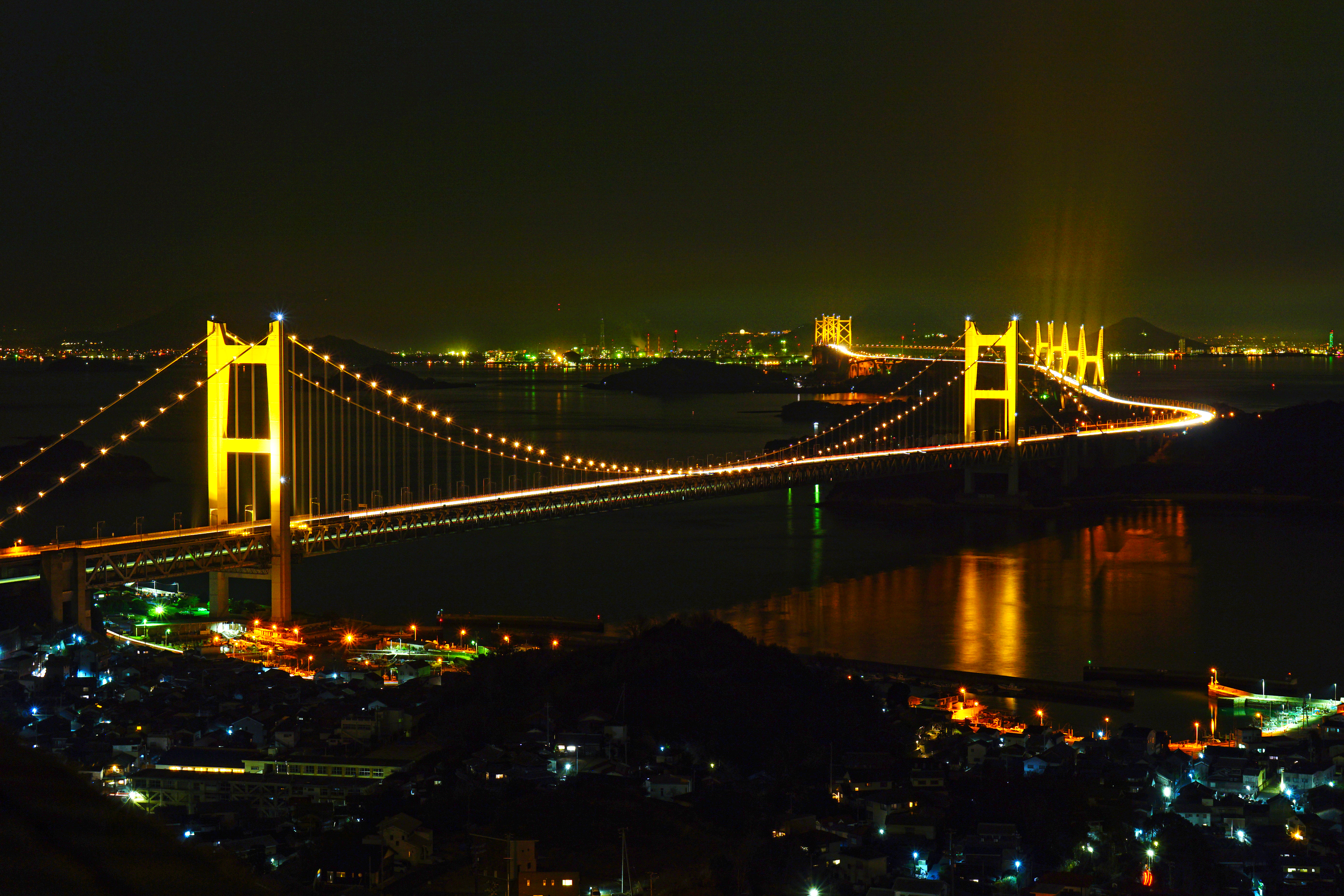
下津井瀬戸大橋

### 公共建築

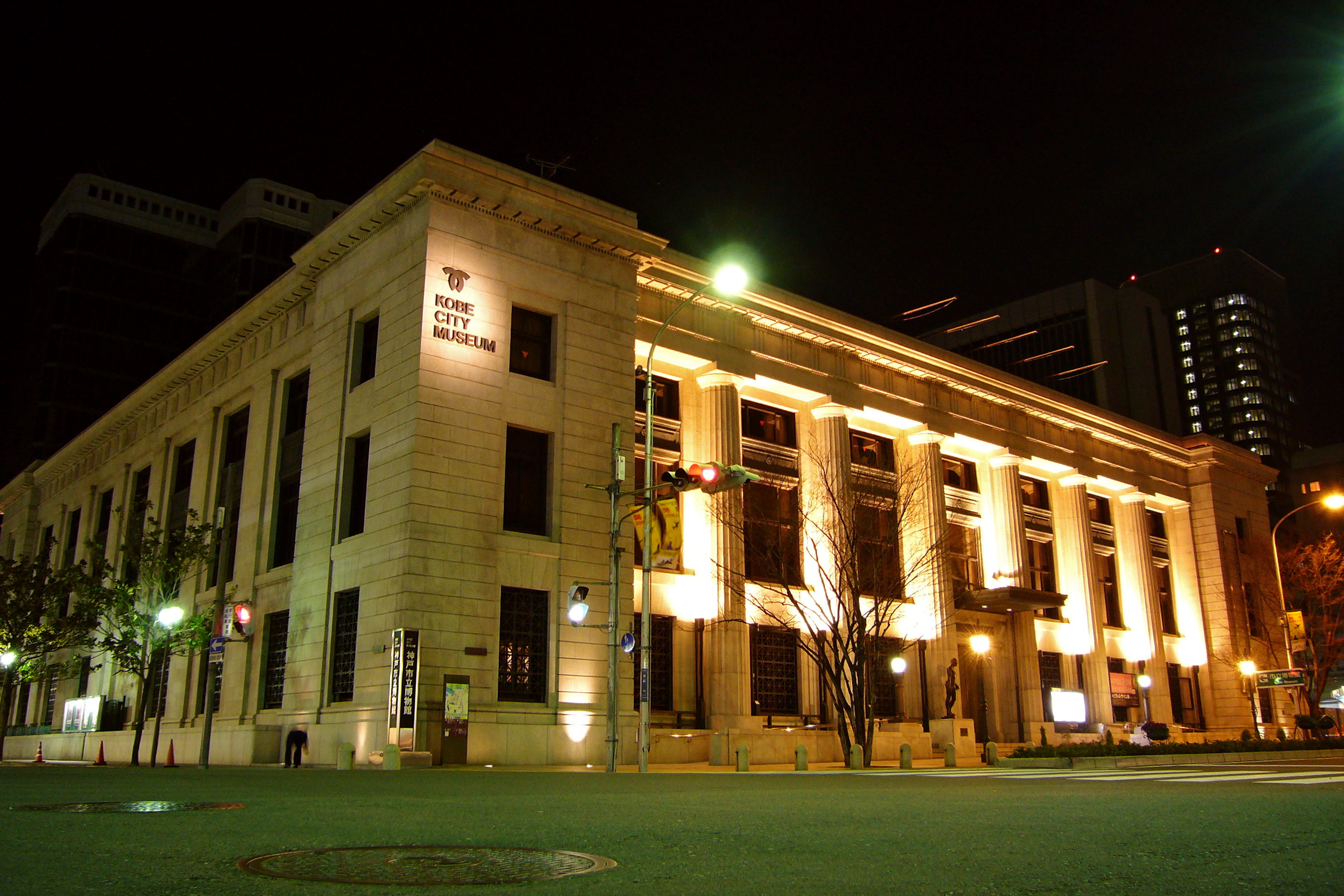
神戸市立博物館
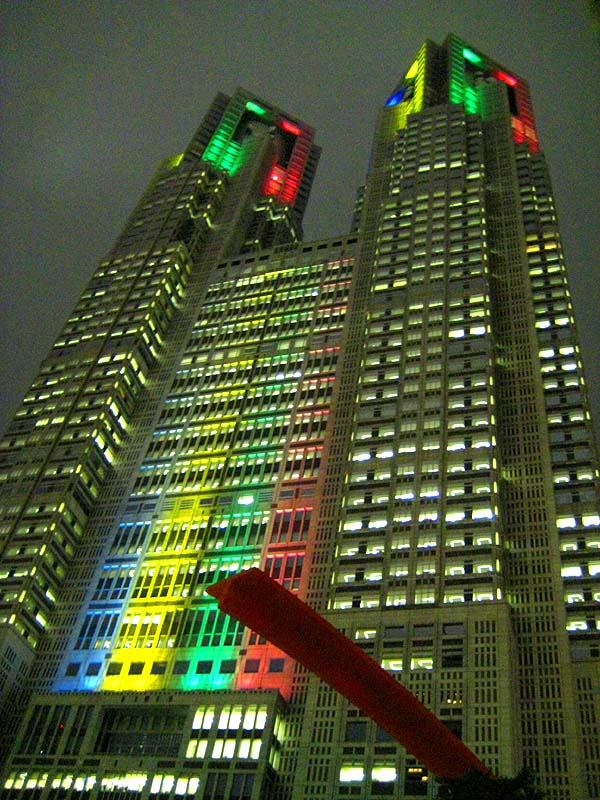
東京都庁第一本庁舎
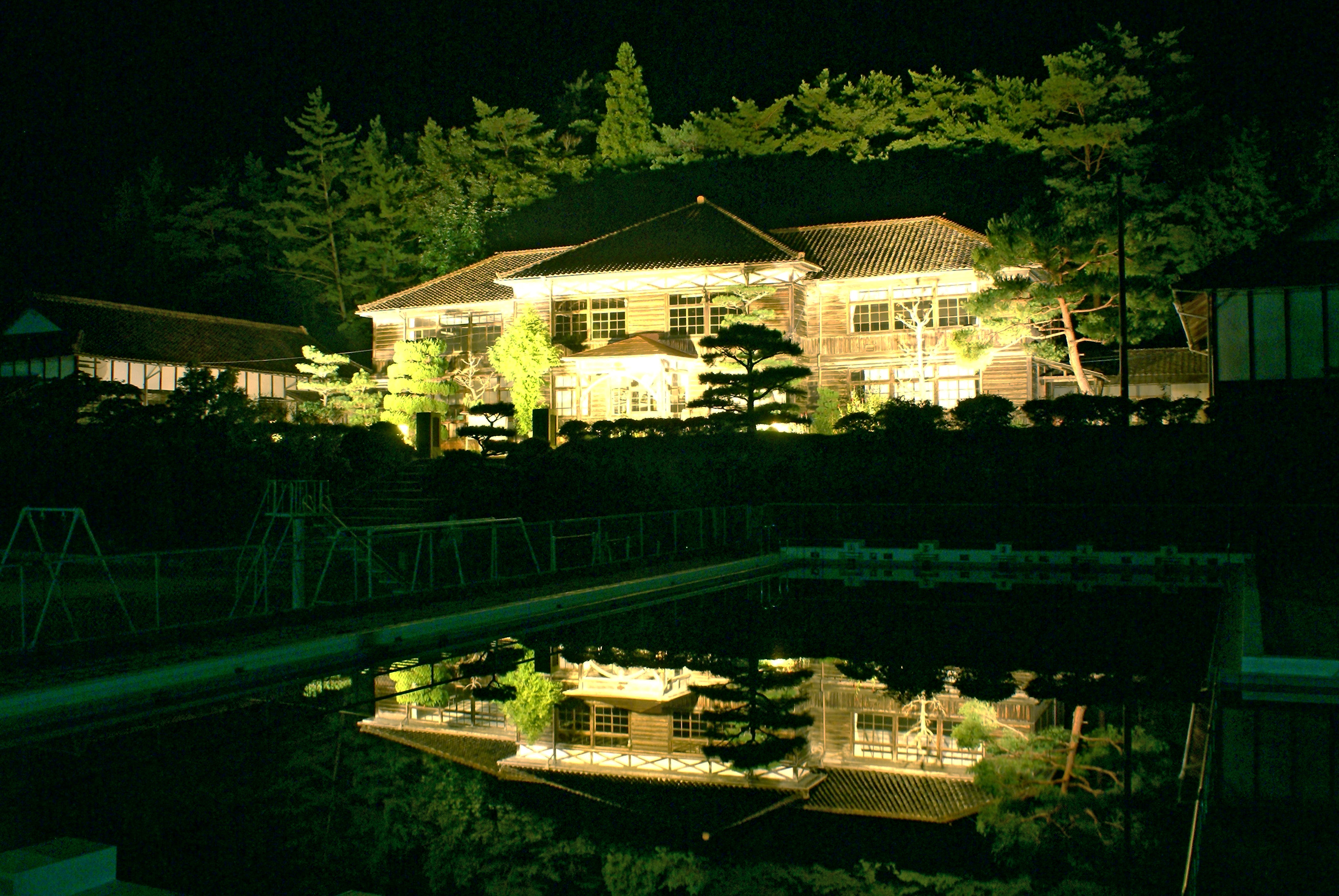
高梁市立吹屋小学校
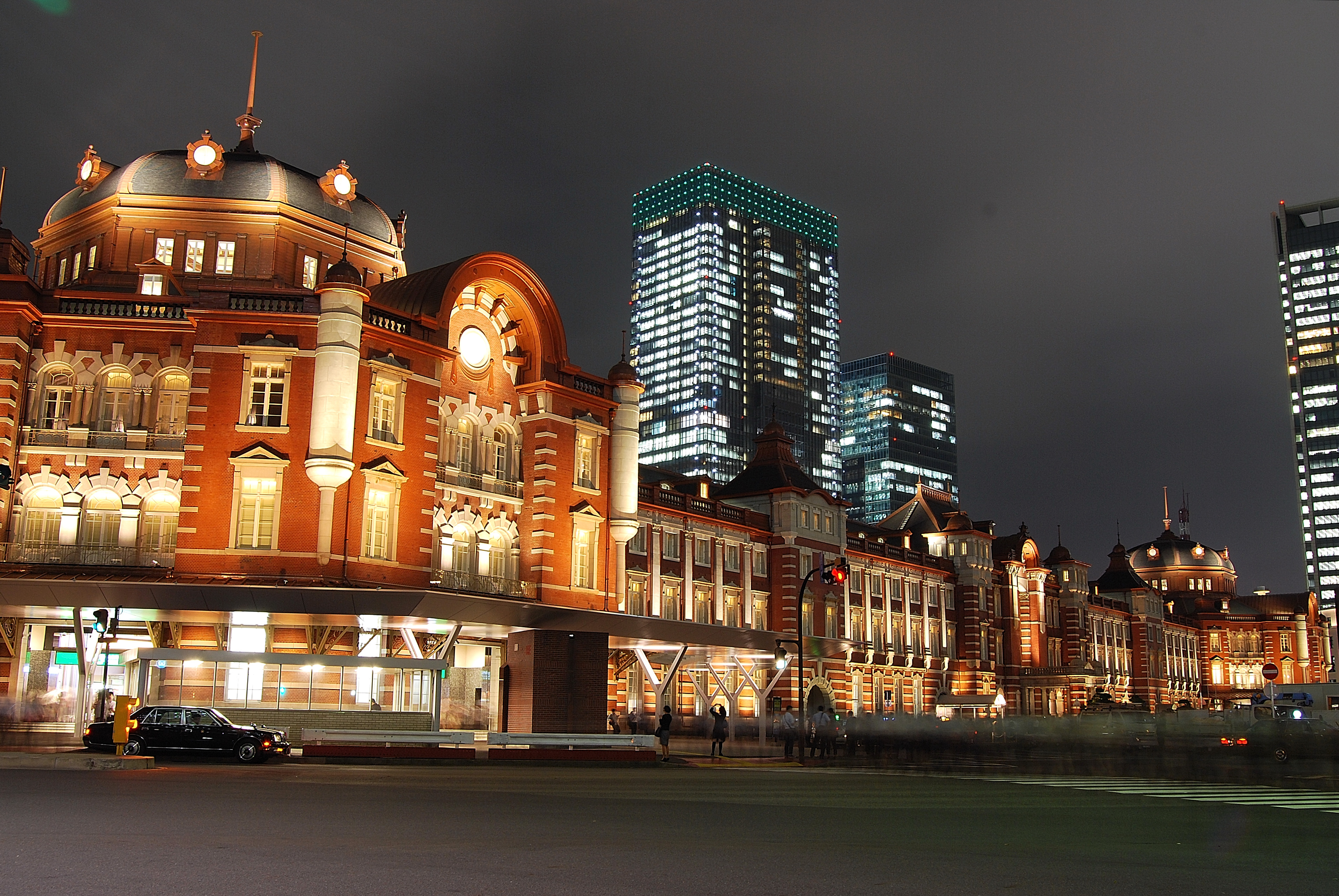
東京駅
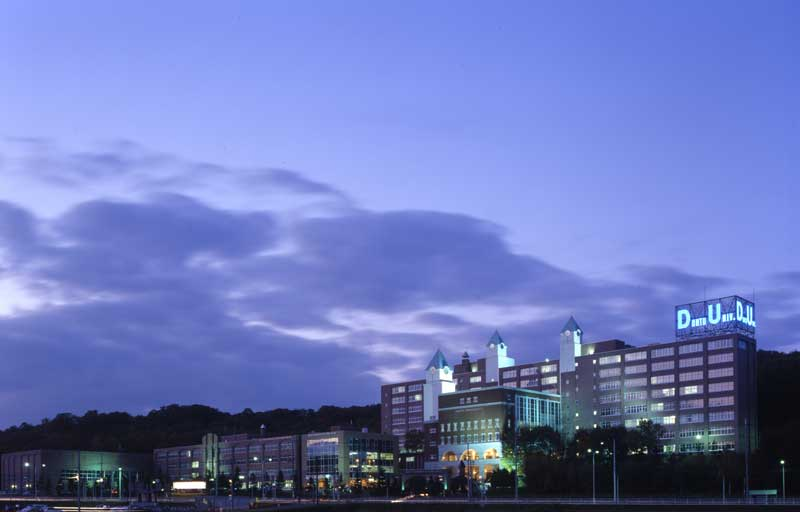
道都大学
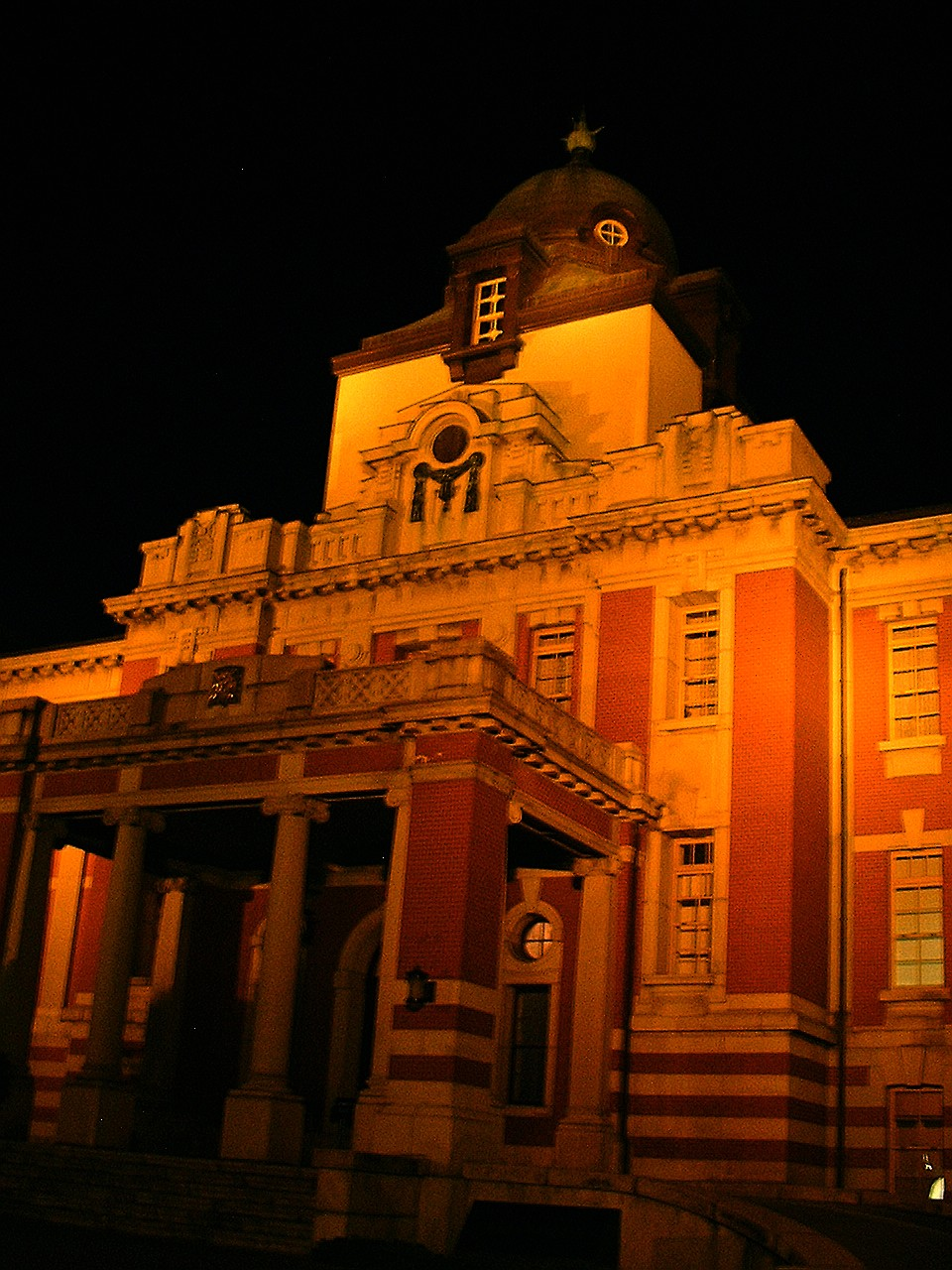
名古屋市市政資料館
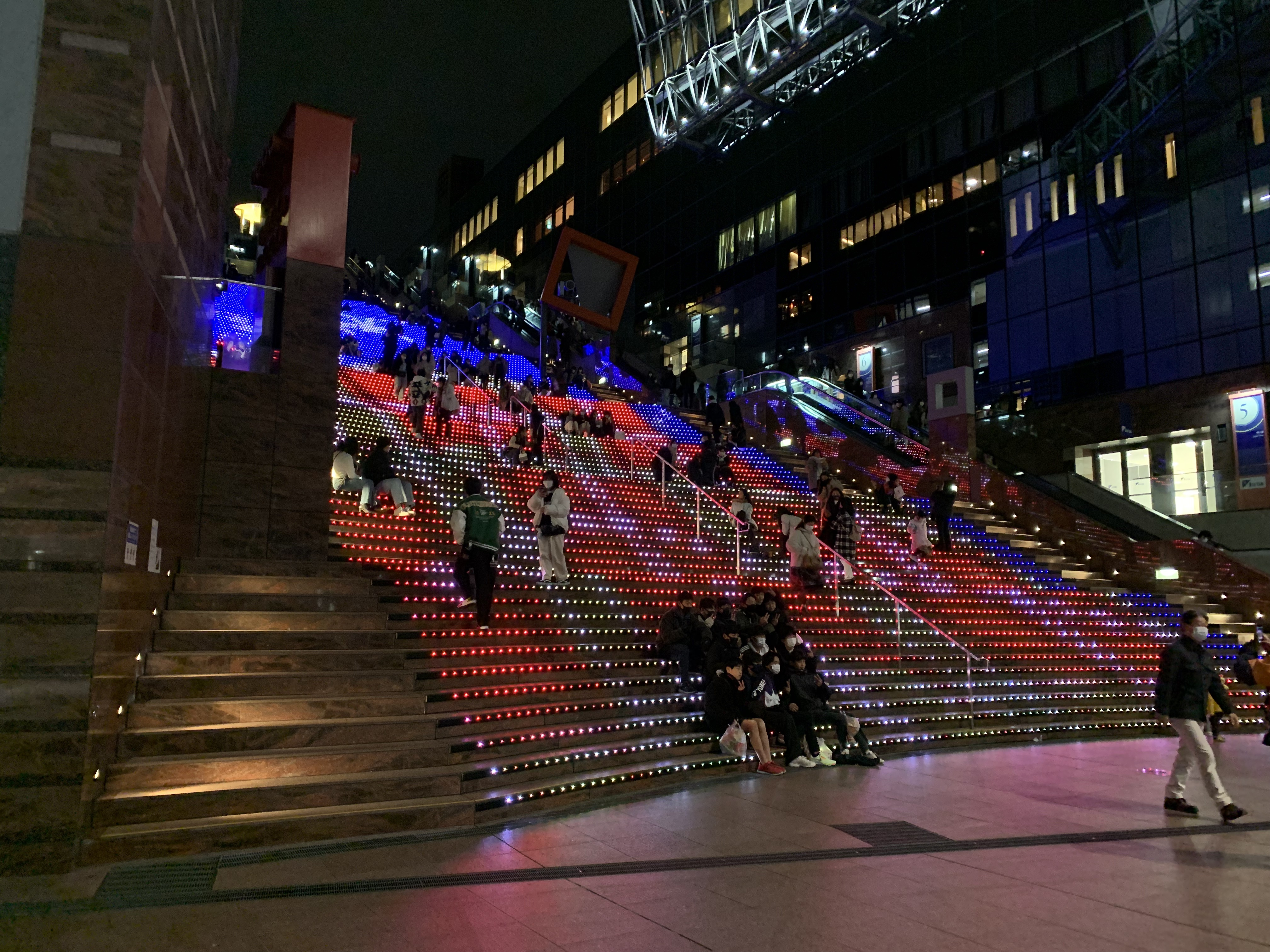
京都駅大階段

### その他の建築物

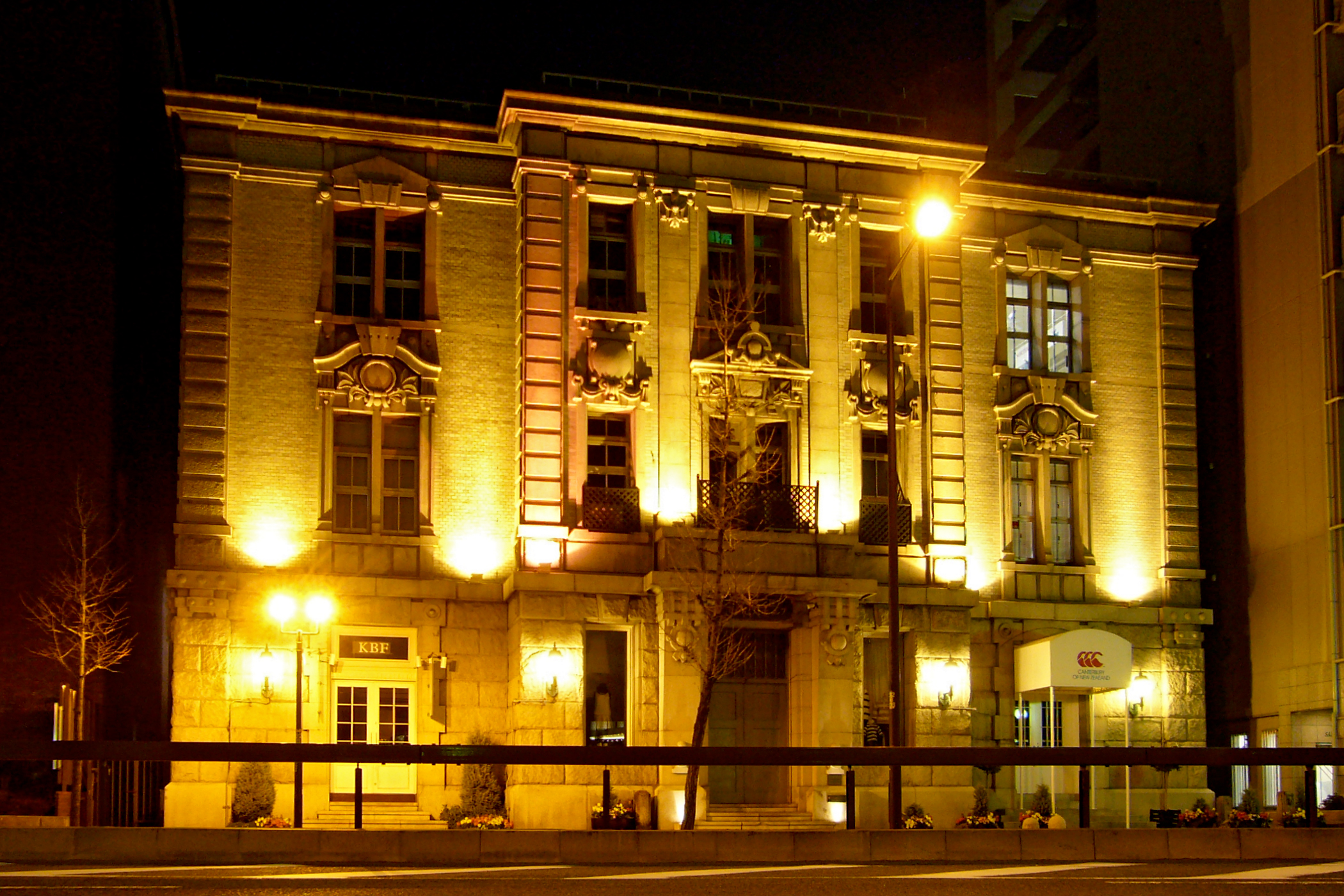
海岸ビルヂング
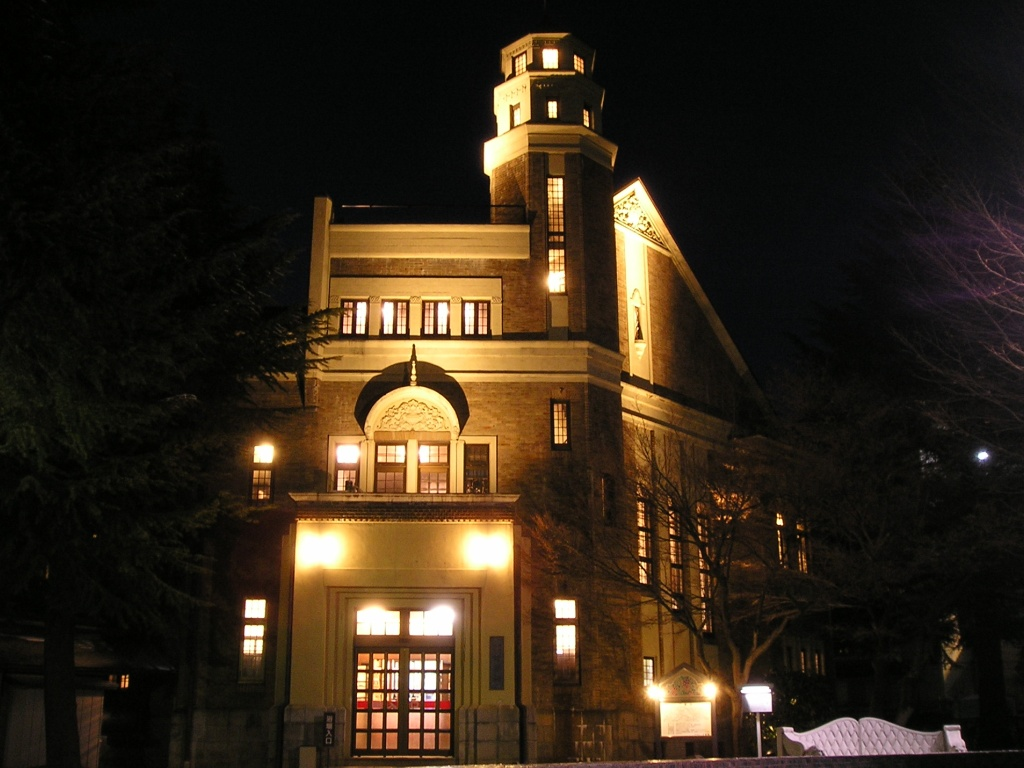
片倉館
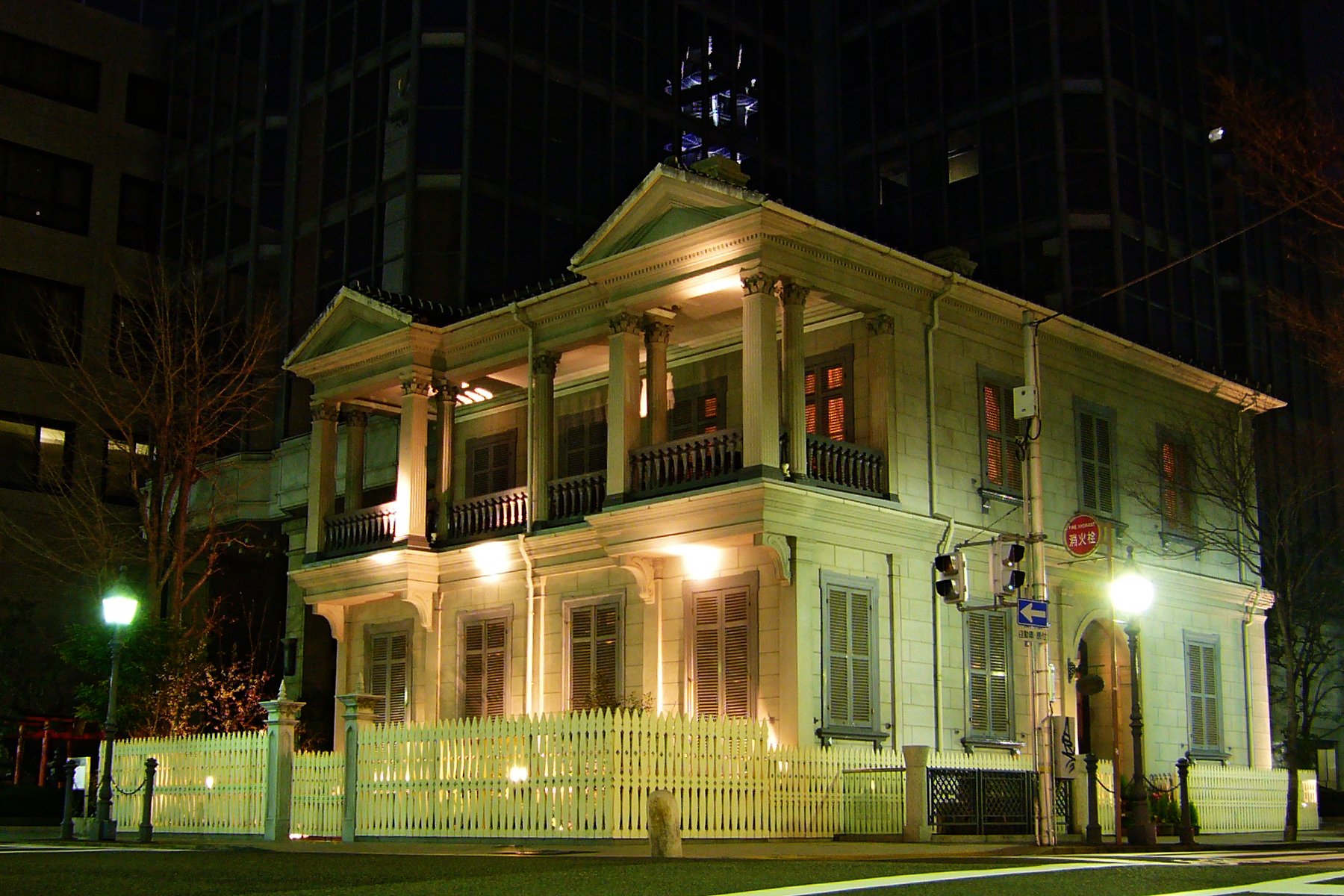
旧居留地十五番館
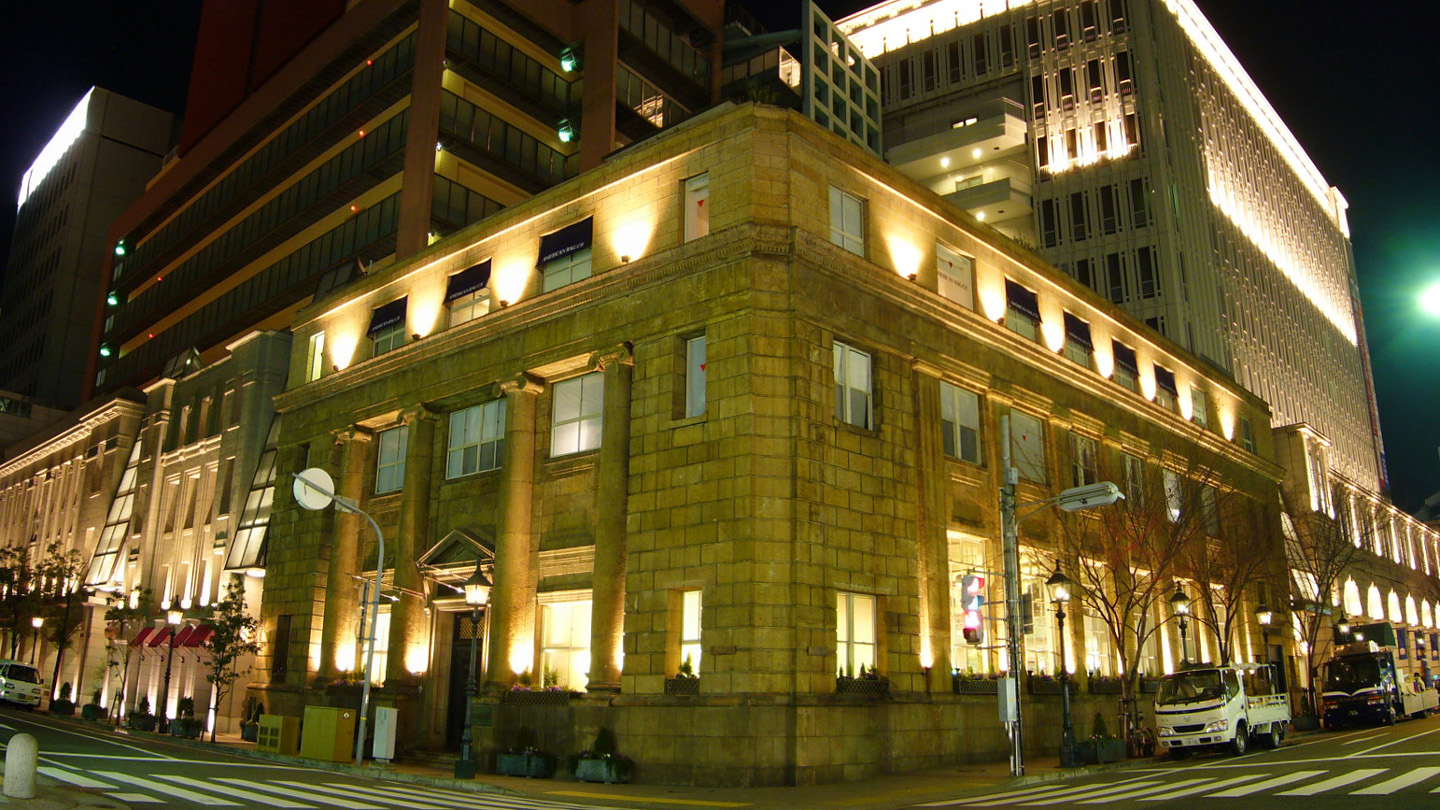
旧居留地38番館
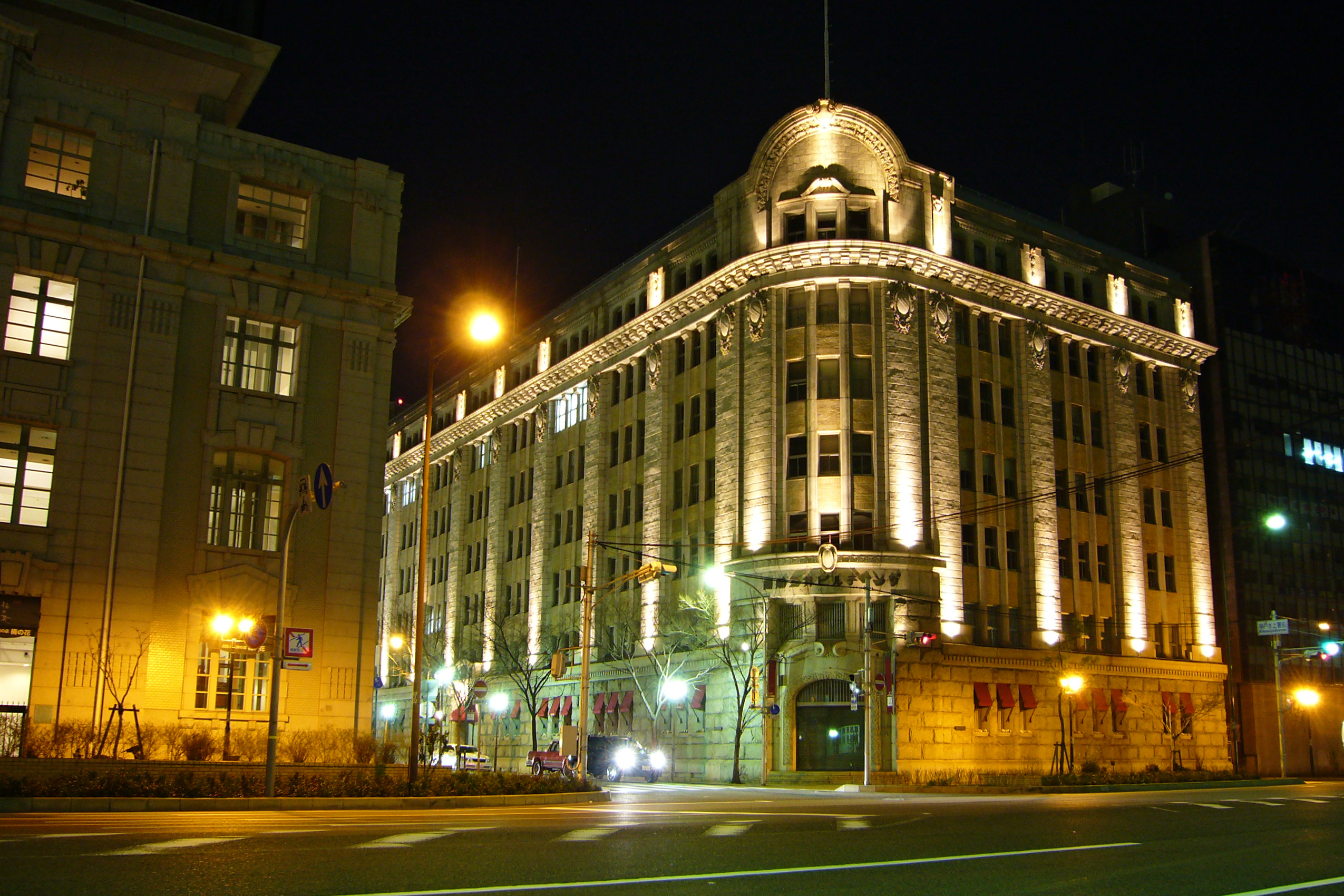
商船三井ビルディング
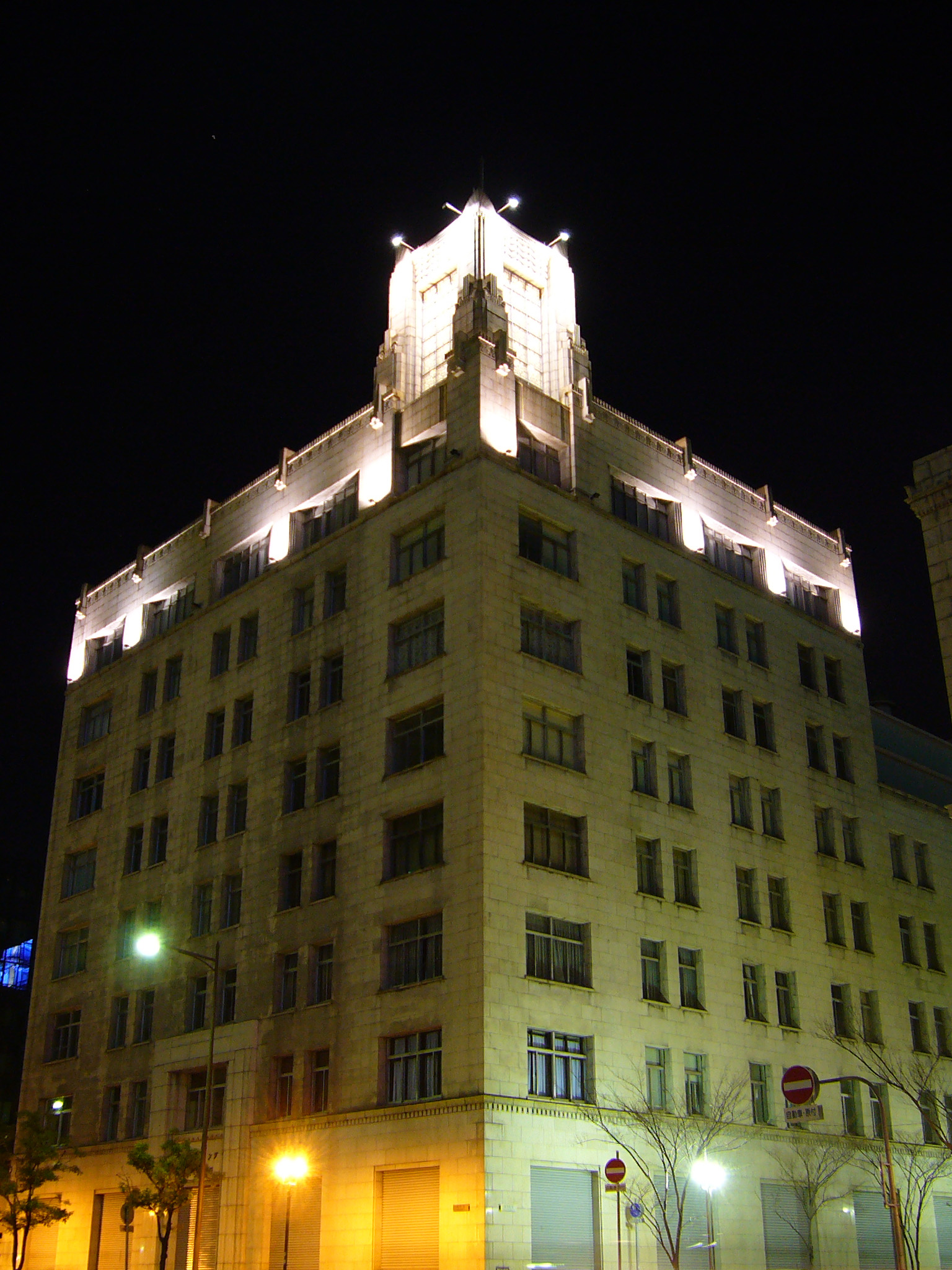
神港ビル
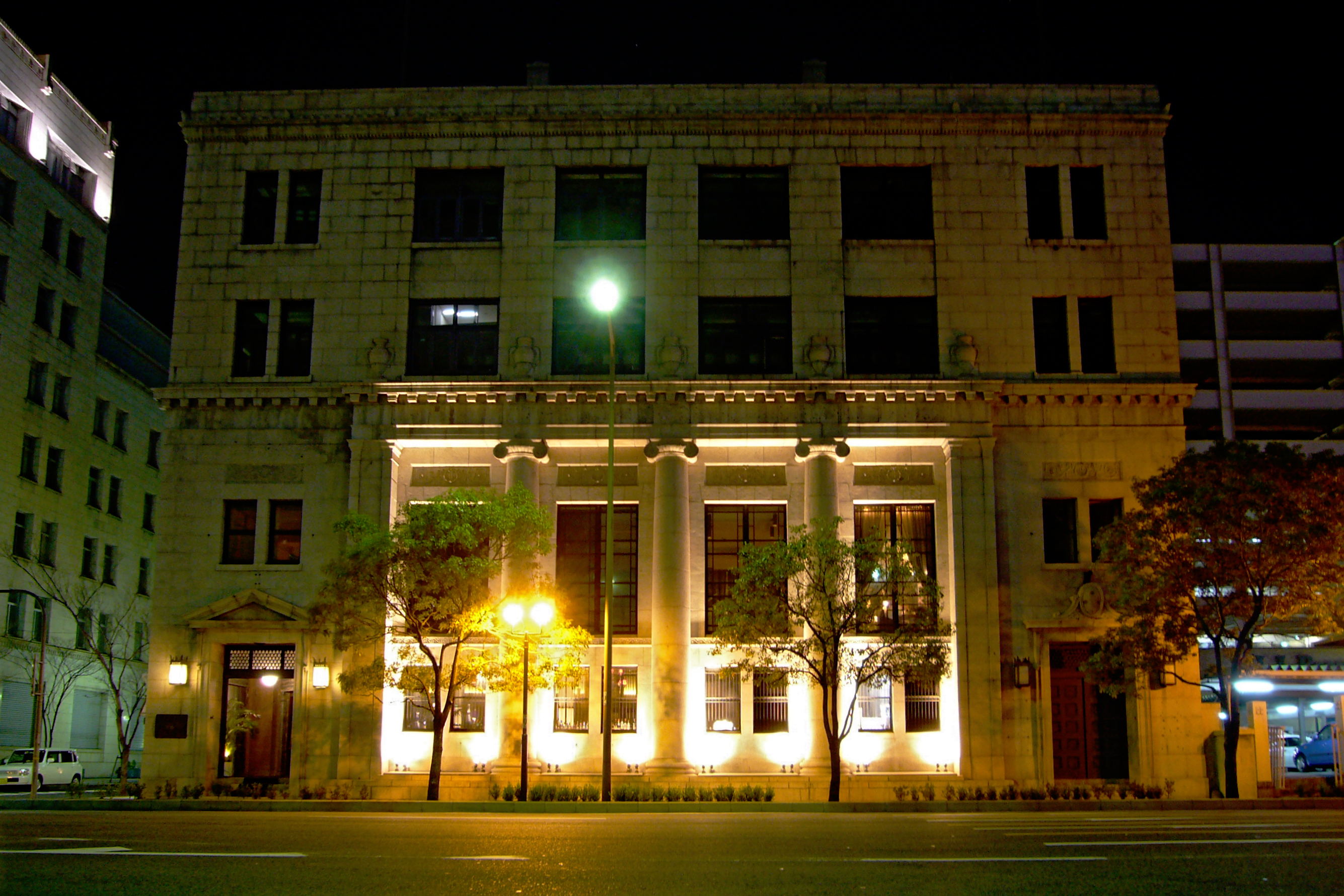
チャータードビル
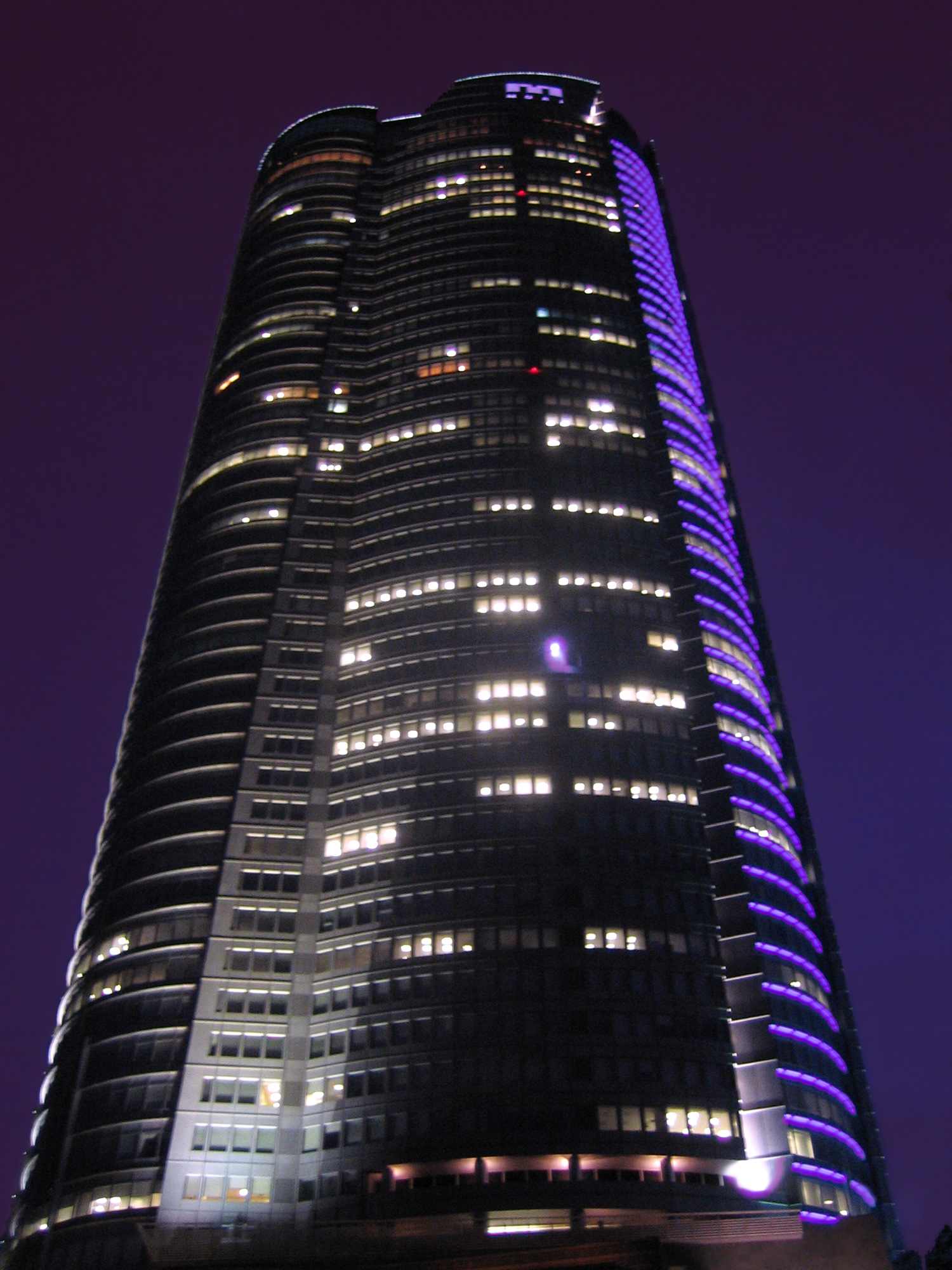
六本木ヒルズ森タワー
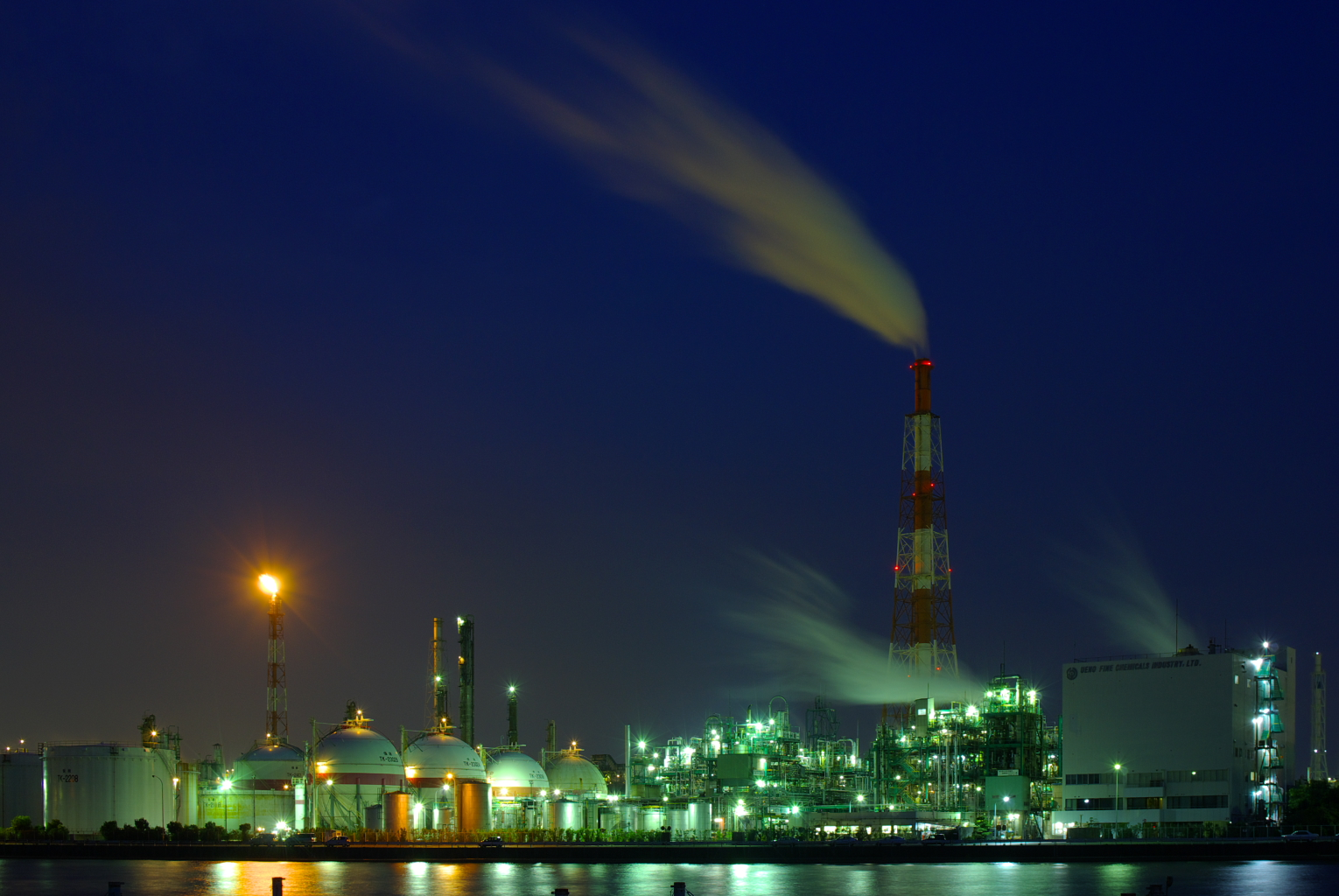
上野製薬四日市工場。2007年6月
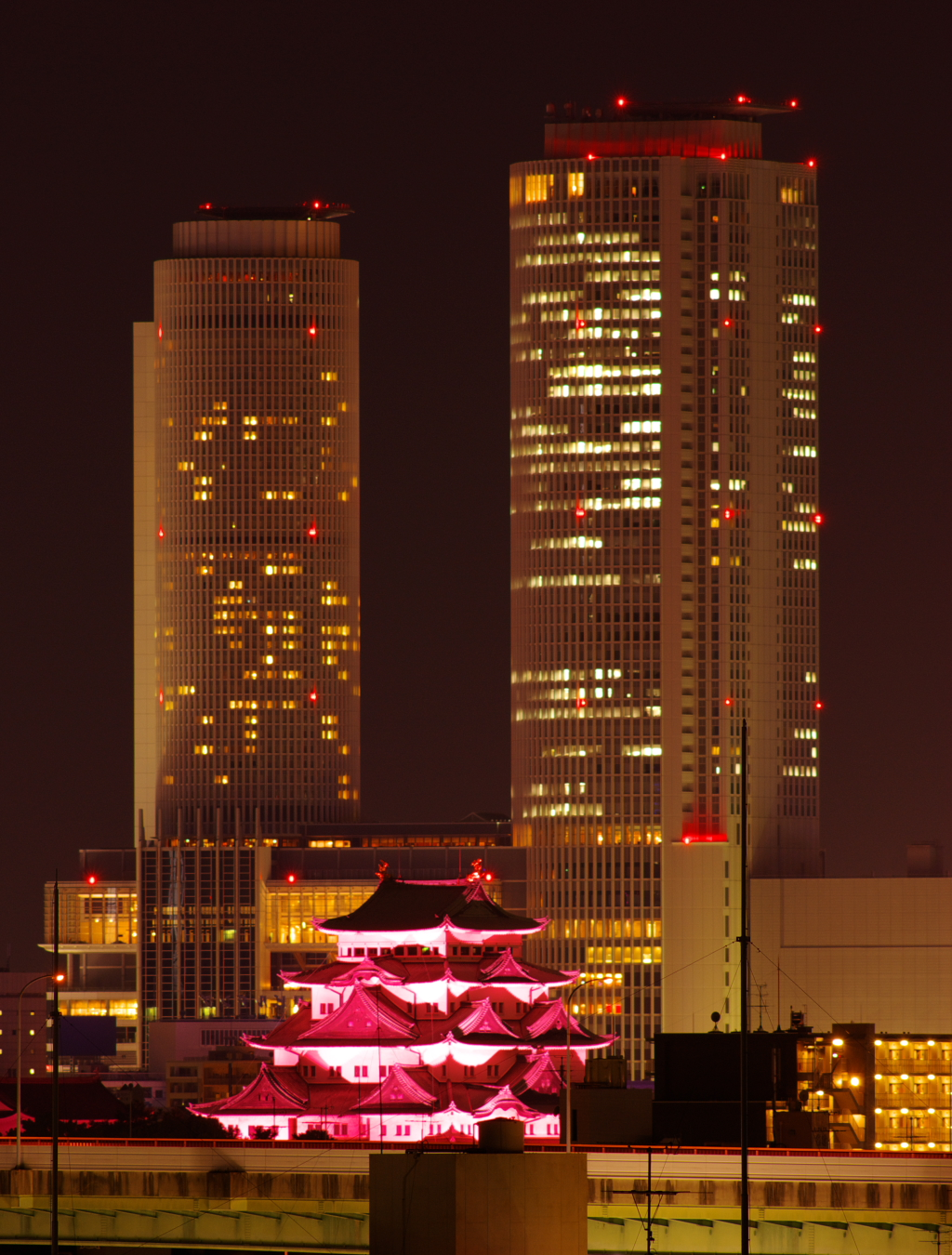
ピンクリボン運動でライトアップされた名古屋城。背後にJRセントラルタワーズ。2012年10月1日
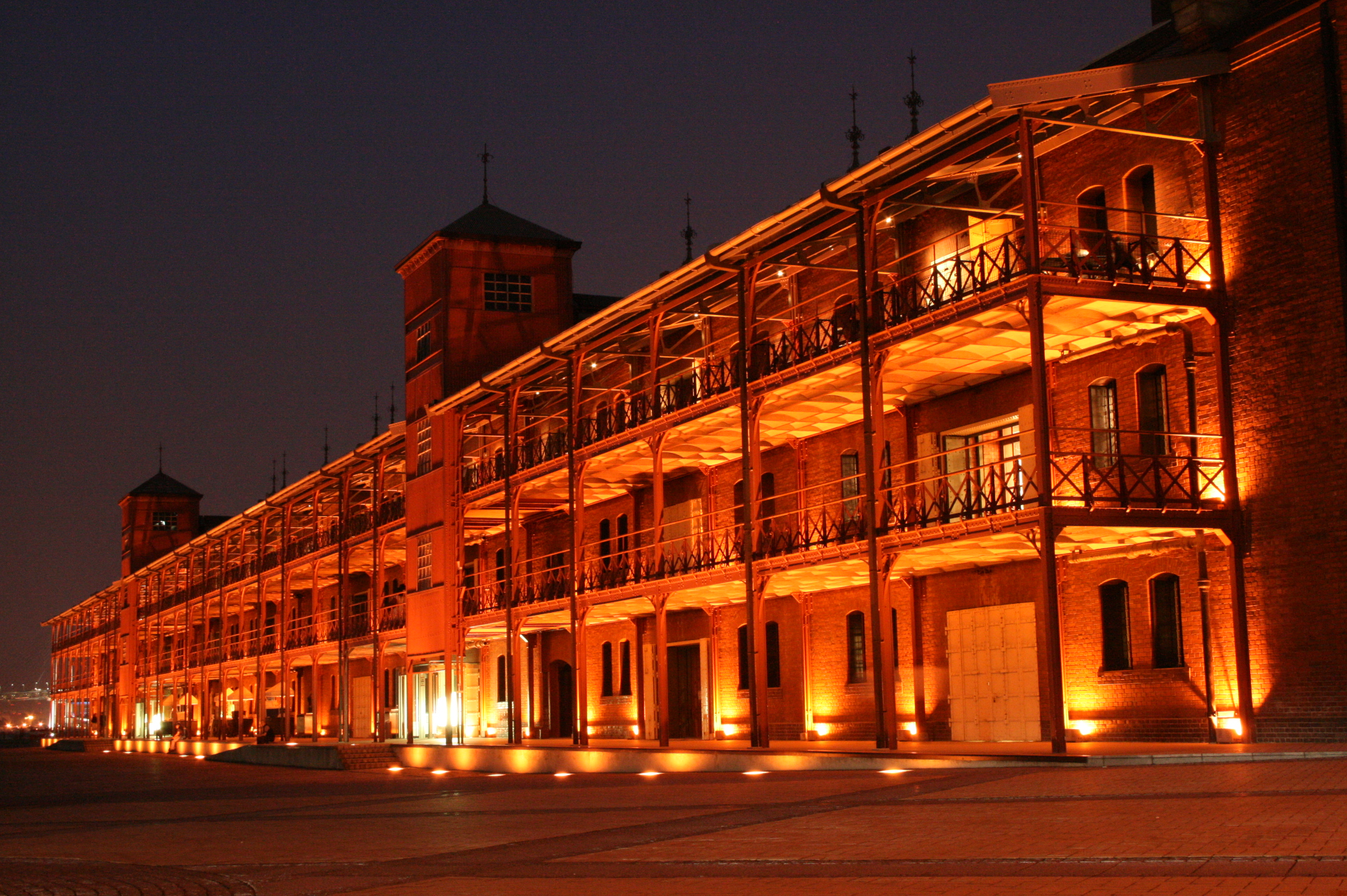
横浜赤レンガ倉庫

### 自然

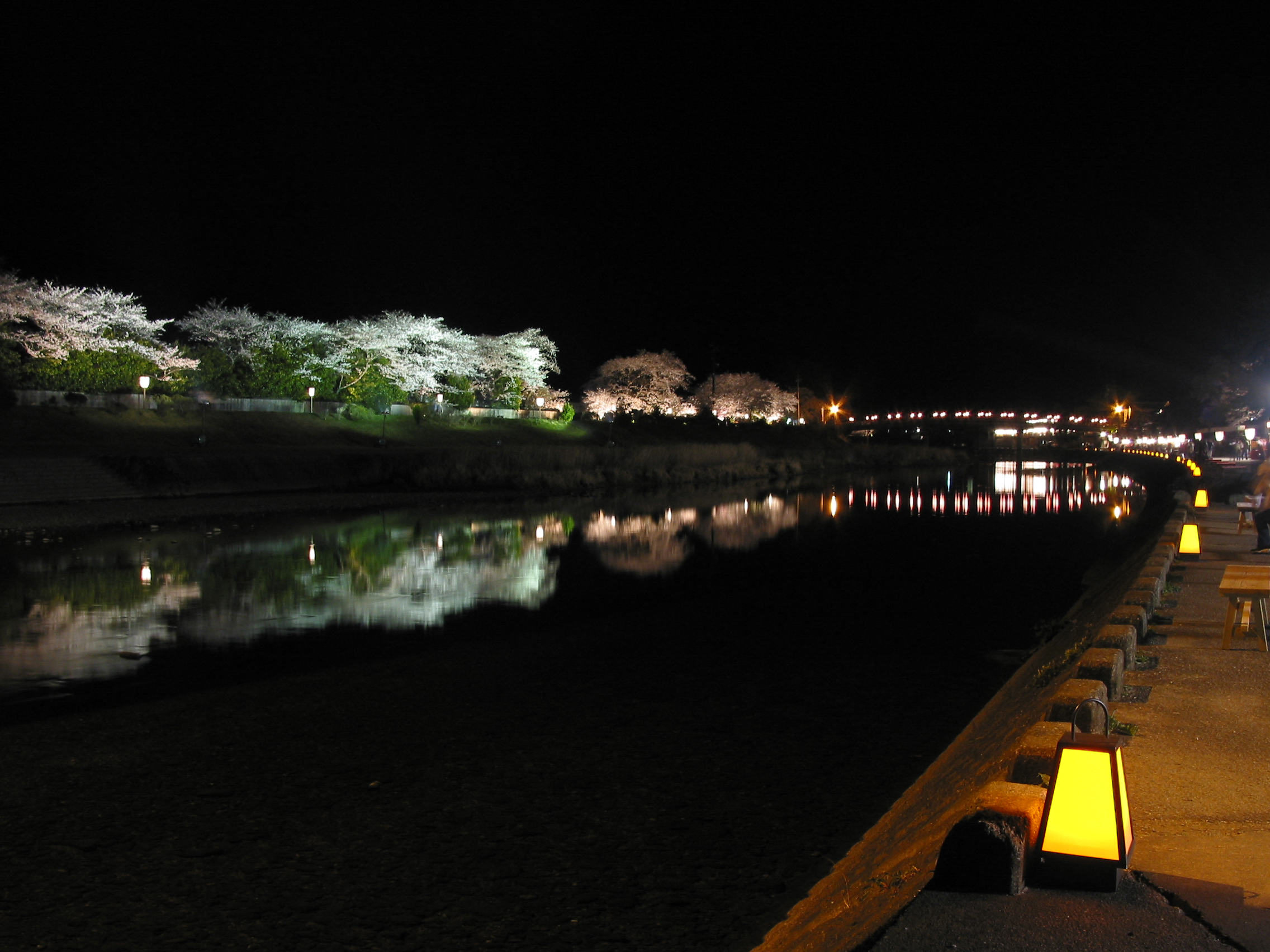
五十鈴川の夜桜
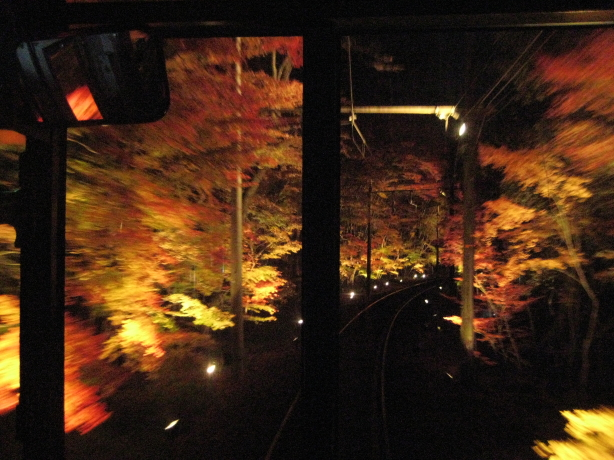
叡山電鉄 「紅葉（もみじ）のトンネル」
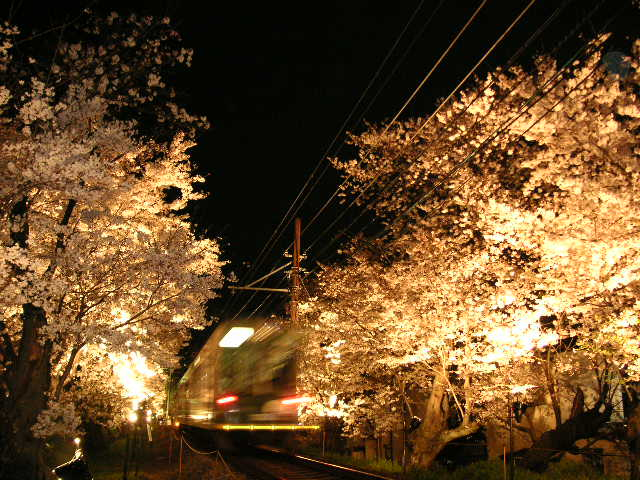
京福電鉄（嵐電） 「桜のトンネル」
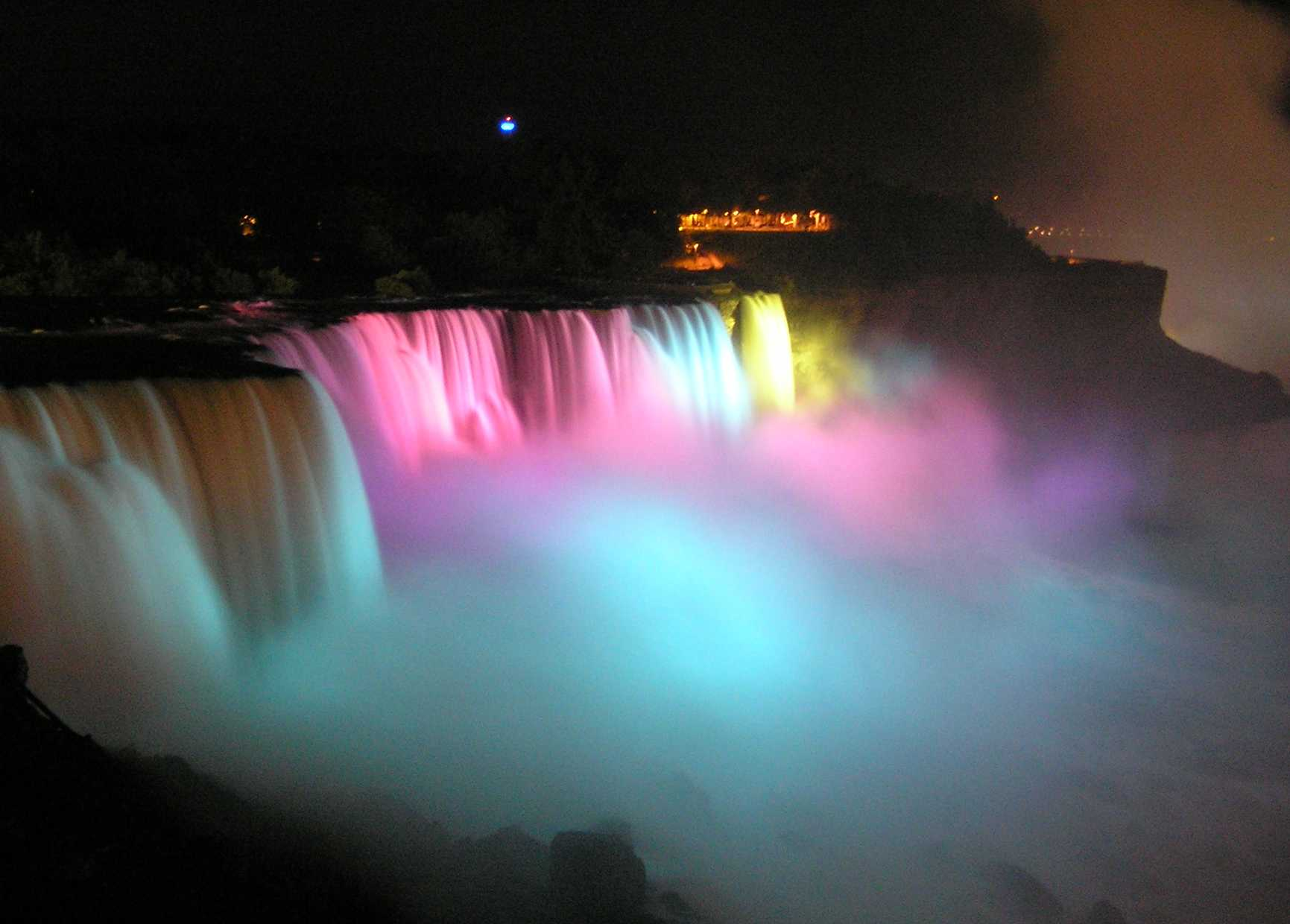
ナイアガラの滝
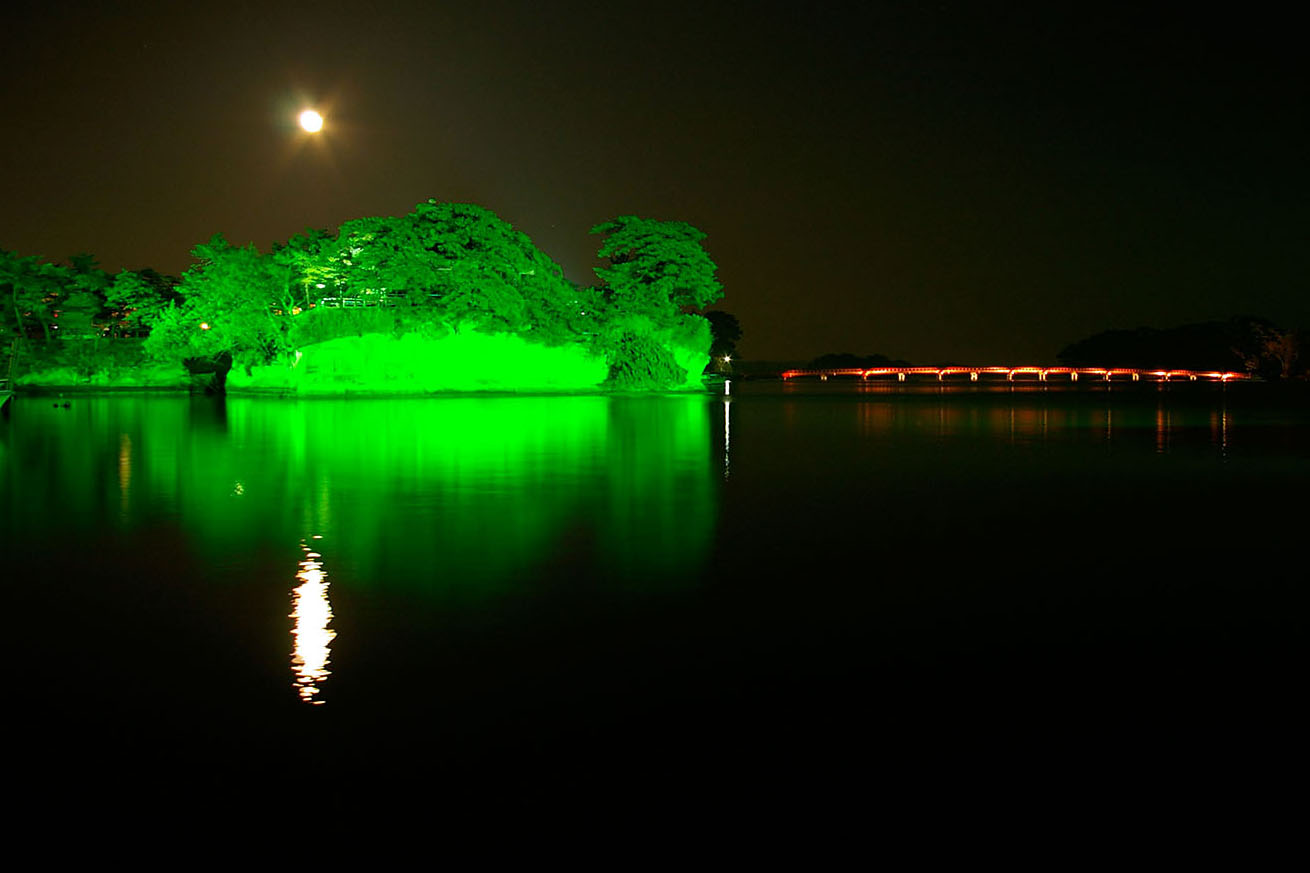
松島